# Maestà del Duomo di Siena
La Maestà del Duomo di Siena  è una pala d'altare, dipinta tra il 1308 e il 1311 dall'iniziatore della scuola senese Duccio di Buoninsegna. È il capolavoro dell'artista ed uno dei dipinti più importanti dell'arte trecentesca italiana.

## Storia

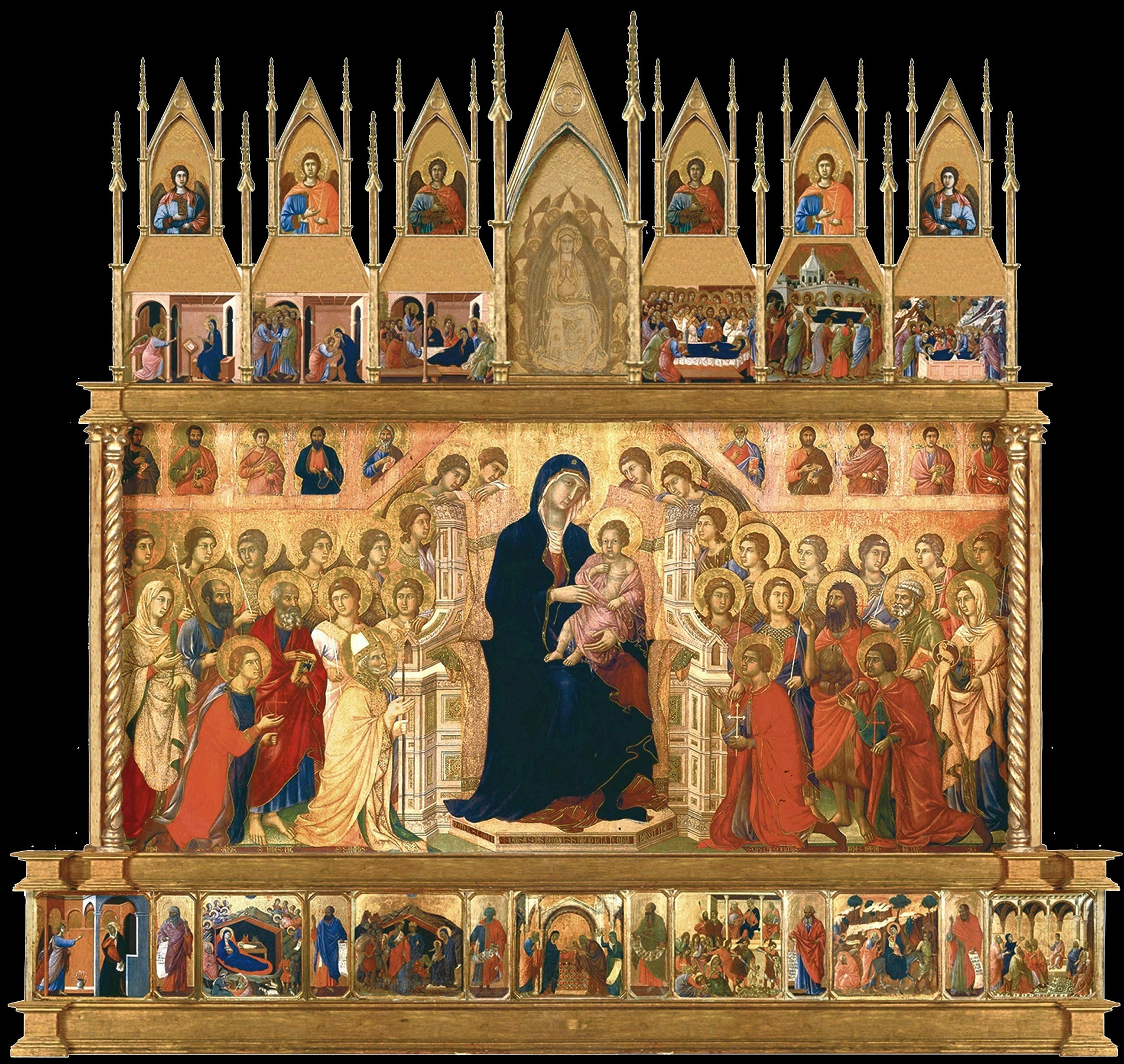
Ricostruzione virtuale del lato anteriore della Maestà.

L'opera si trova oggi collocata nel Museo dell'Opera Metropolitana, dopo essere stata esposta nel Duomo, anche se fra vari spostamenti, fino al 1878.

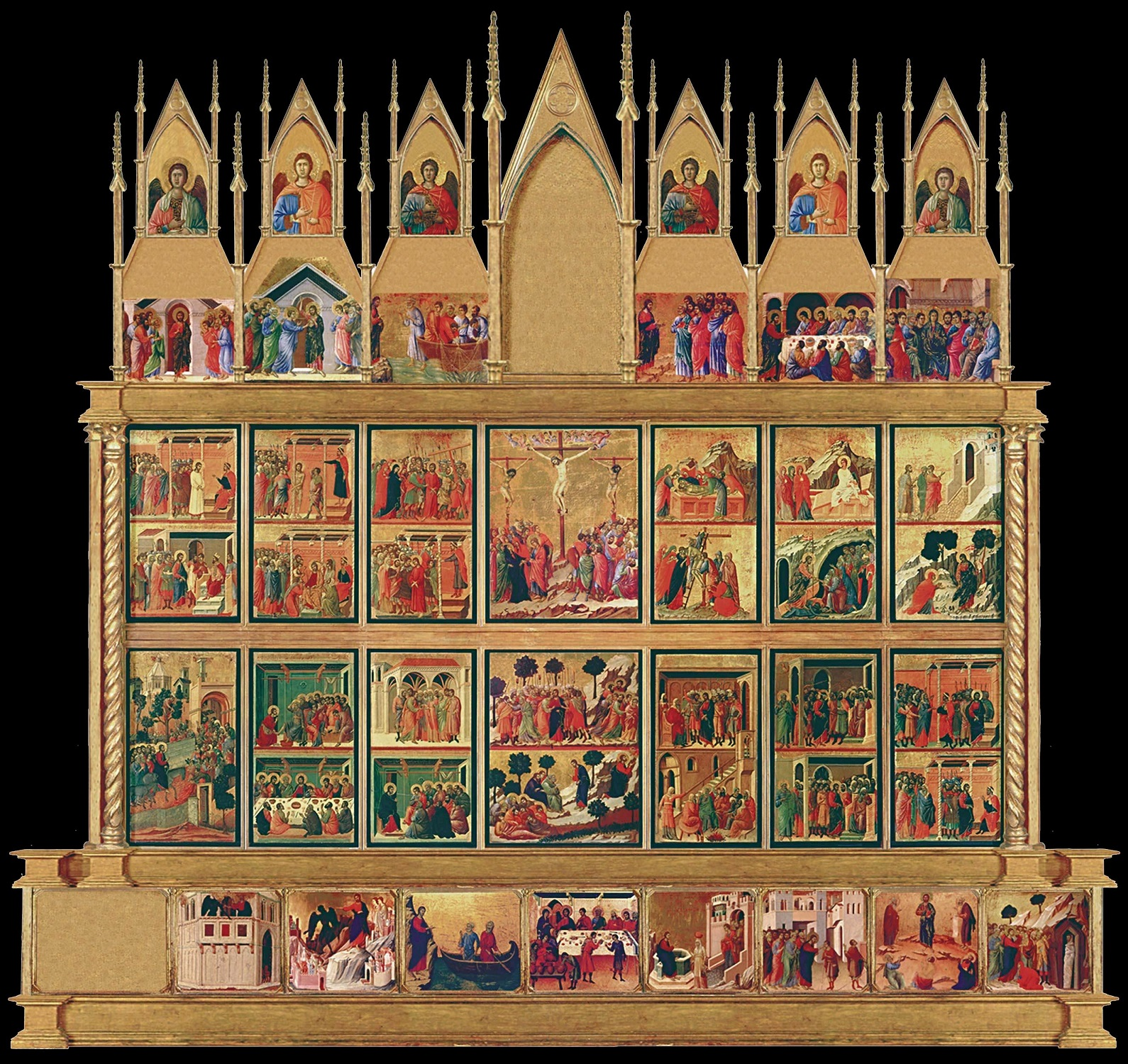
Ricostruzione virtuale del lato posteriore della Maestà.

L'opera andava a sostituire un'icona della Vergine particolarmente cara ai senesi, perché era legata alla vittoria della Battaglia di Montaperti (1260): con questa nuova grandiosa pala volevano omaggiare ancora maggiormente la loro protettrice, alla quale era dedicata anche la Cattedrale. Il 9 giugno 1311 venne posta nella Cattedrale, con una solenne processione alla quale parteciparono le massime autorità cittadine sia religiose che civili, che iniziò dallo studio del pittore e si concluse in Duomo. Un testimone scrisse:
La pala d'altare rimase al suo posto fino al 1506. Per il mutato gusto in fatto d'arte sacra, nel 1771 venne trasferita alla chiesa della Carceri di Sant'Ansano nella zona di Castelvecchio, dove venne smontata per essere ripartita tra due altari e segata in più porzioni: in quell'occasione numerosi pannelli andarono perduti. Mentre i pannelli più grandi tornarono in Duomo nel 1795 e da lì vennero musealizzati nel 1878, molti altri, appartenenti soprattutto alle parti accessorie come le predelle e le cuspidi, vennero dispersi. La predella, fronte-retro, è la prima conosciuta nell'arte italiana.

## Descrizione

### Il lato dellaMaestàe delleStorie della vita della Vergine

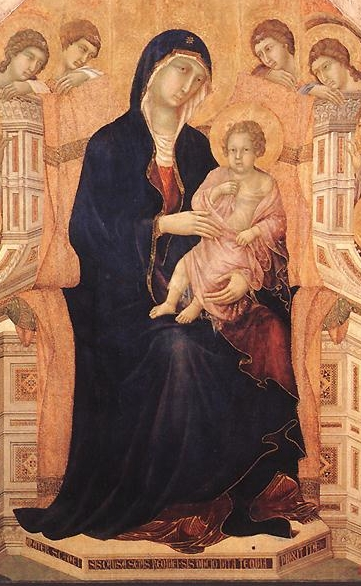
La Madonna in trono col Bambino

Si tratta di una grande tavola (425x212 cm.) a due facce, anche se oggi si presenta tagliata lungo lo spessore secondo  l'intervento del 1711 che non mancò di creare alcuni danni. Il lato principale, quello originariamente rivolto ai fedeli, era dipinto con una monumentale Vergine con Bambino in trono, circondata da un'affollata teoria di santi e angeli su fondo oro. Tra questi si riconoscono inginocchiati in primo piano i quattro santi protettori di Siena (Sant'Ansano, San Savino, San Crescenzio e San Vittore), mentre ai due lati sono raffigurate le due sante protettrici in piedi (Santa Caterina d'Alessandria e Sant'Agnese), avvolte da manti con un panneggio di linee nervosamente spezzate, che ricordano i goticismi della Madonna Rucellai.
Altri quattro santi stanno in secondo piano (San Paolo e San Giovanni evangelista a sinistra, San Giovanni Battista e San Pietro a destra), mentre tutto intorno si dispone con rigida simmetria un appiattito coro di venti angeli alati. Più in alto altre figure di santi più piccoli a mezzo busto (gli altri dieci apostoli) sono opere di bottega.

#### La predella
La predella da questo lato presentava alcune storie dell'infanzia di Cristo, nelle quali la protagonista è Maria, alternate a figure di Profeti (Isaia, Ezechiele, Salomone, Malachia, Geremia, Osea). Queste le sette tavolette conservate:
- Annunciazione (Londra, National Gallery);
- Natività  (Washington, National Gallery of Art);
- Adorazione dei Magi (Siena, Museo dell'Opera del Duomo);
- Presentazione al tempio (Siena, Museo dell'Opera del Duomo);
- Strage degli innocenti (Siena, Museo dell'Opera del Duomo);
- Fuga in Egitto (Siena, Museo dell'Opera del Duomo);
- Disputa con i dottori del tempio (Siena, Museo dell'Opera del Duomo).

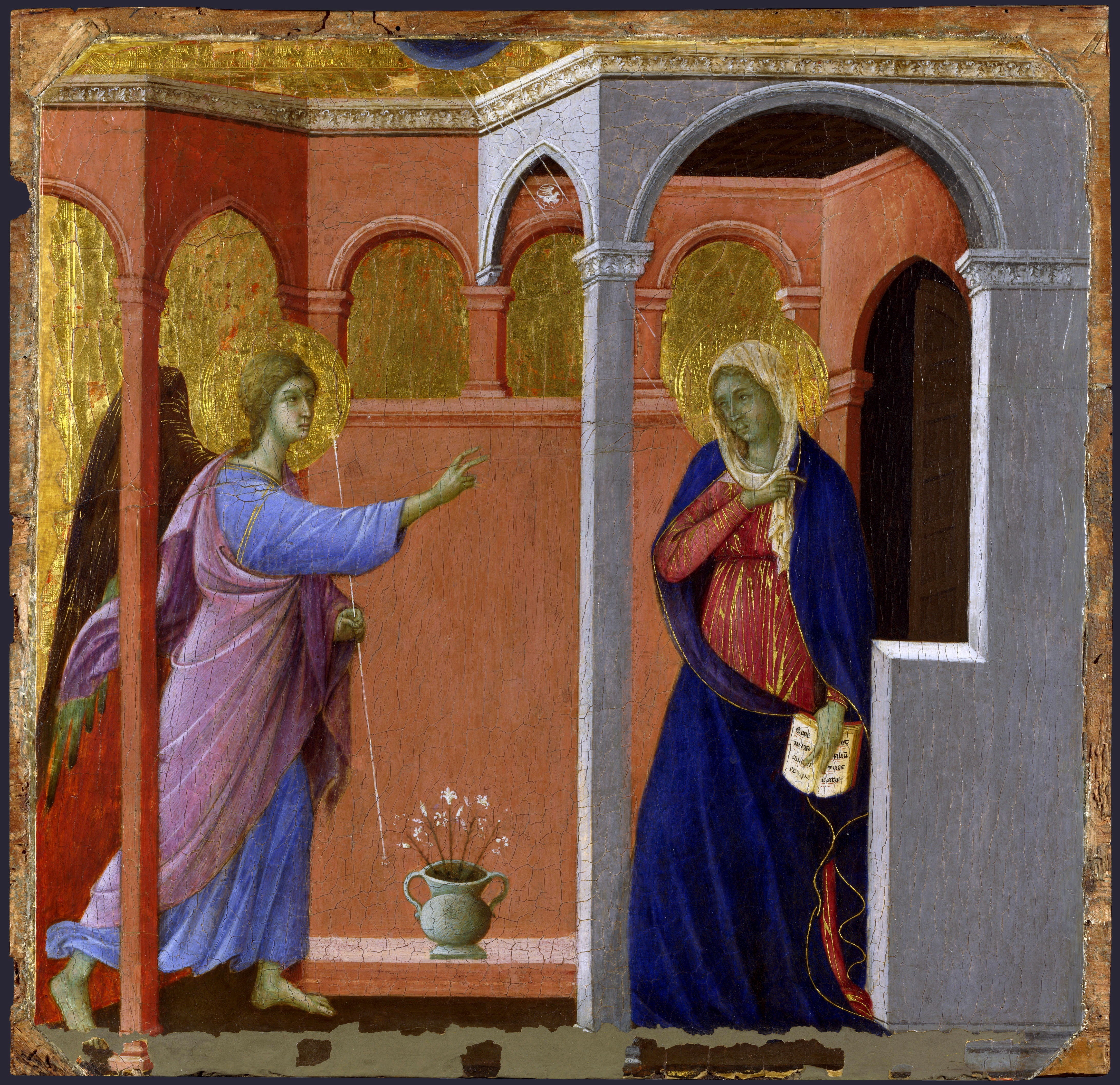
Annunciazione
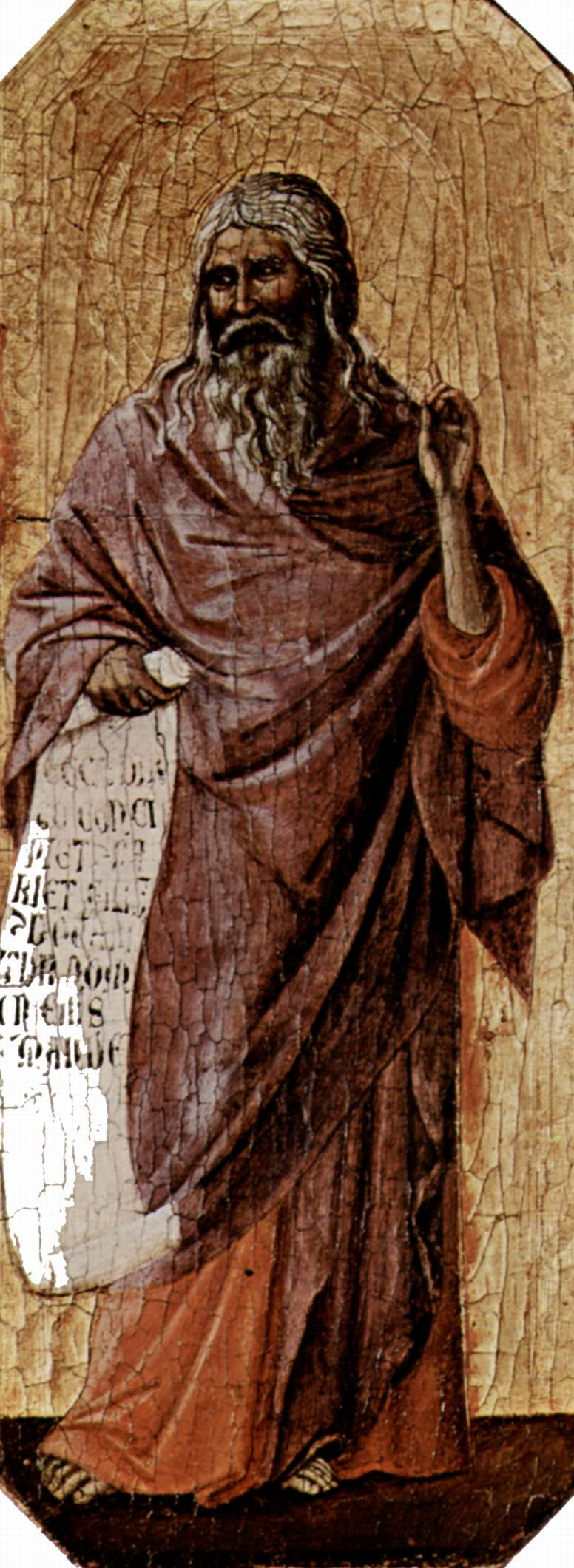
Profeta Isaia
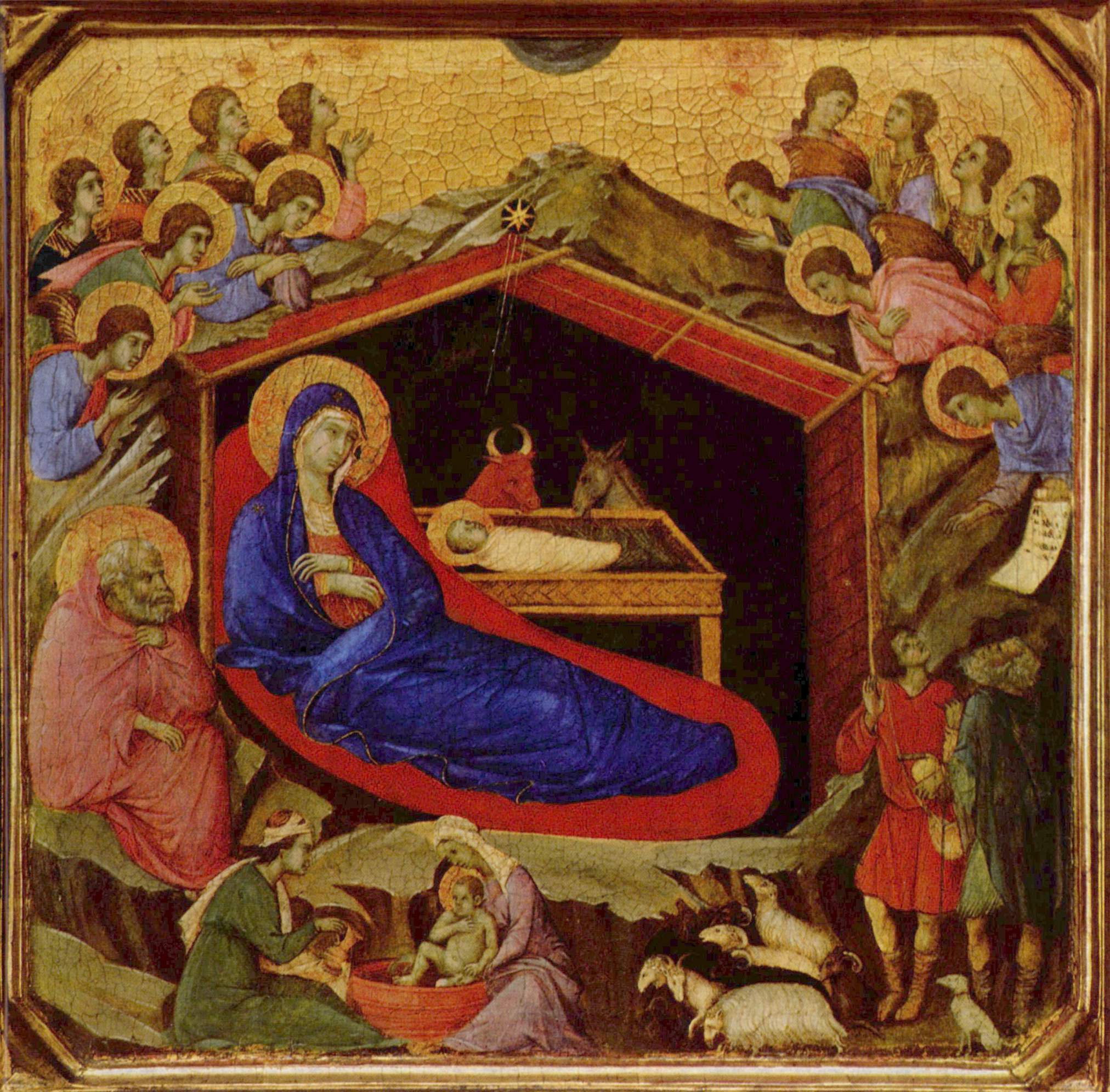
Natività
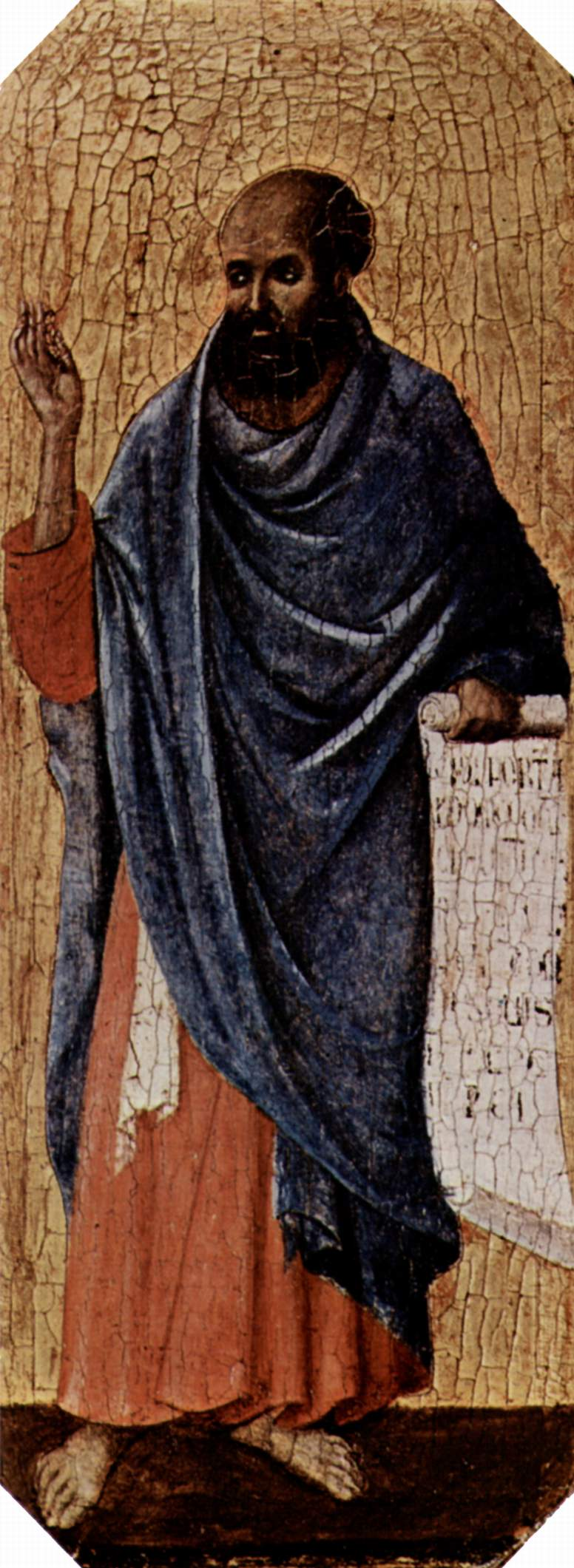
Profeta Ezechiele
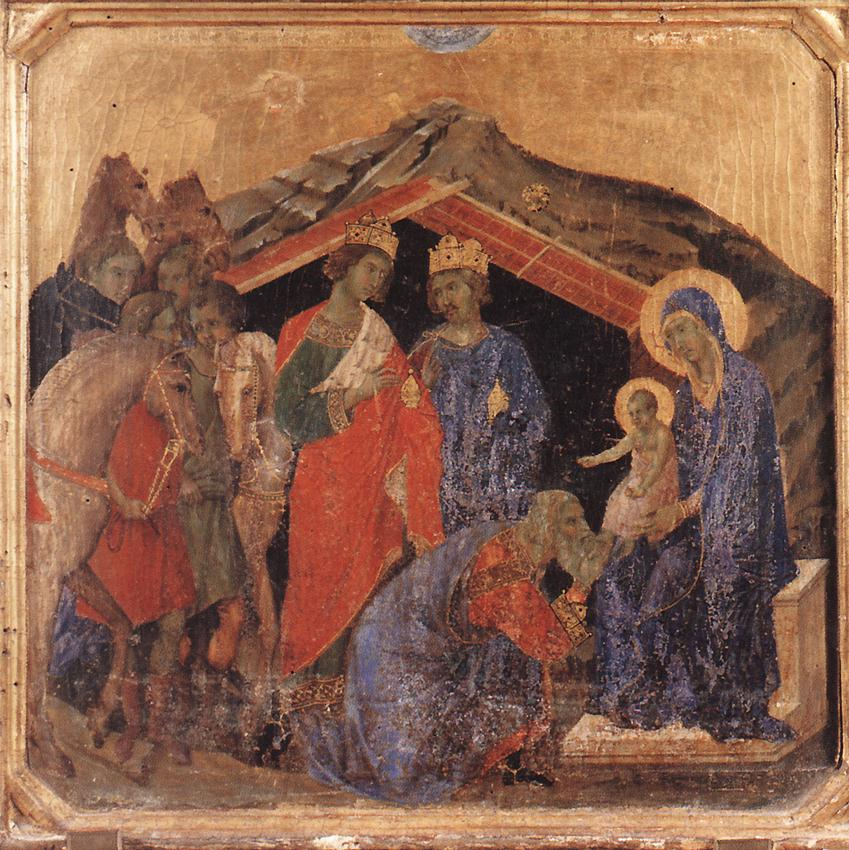
Adorazione dei Magi
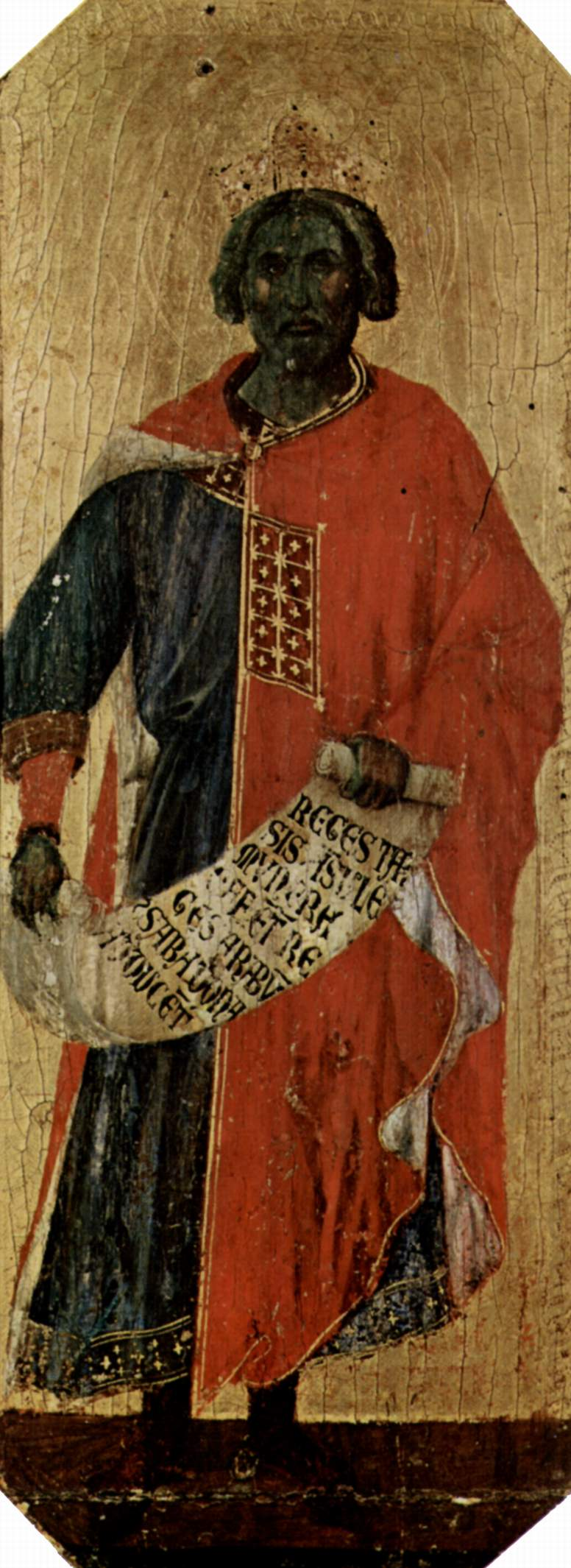
Salomone
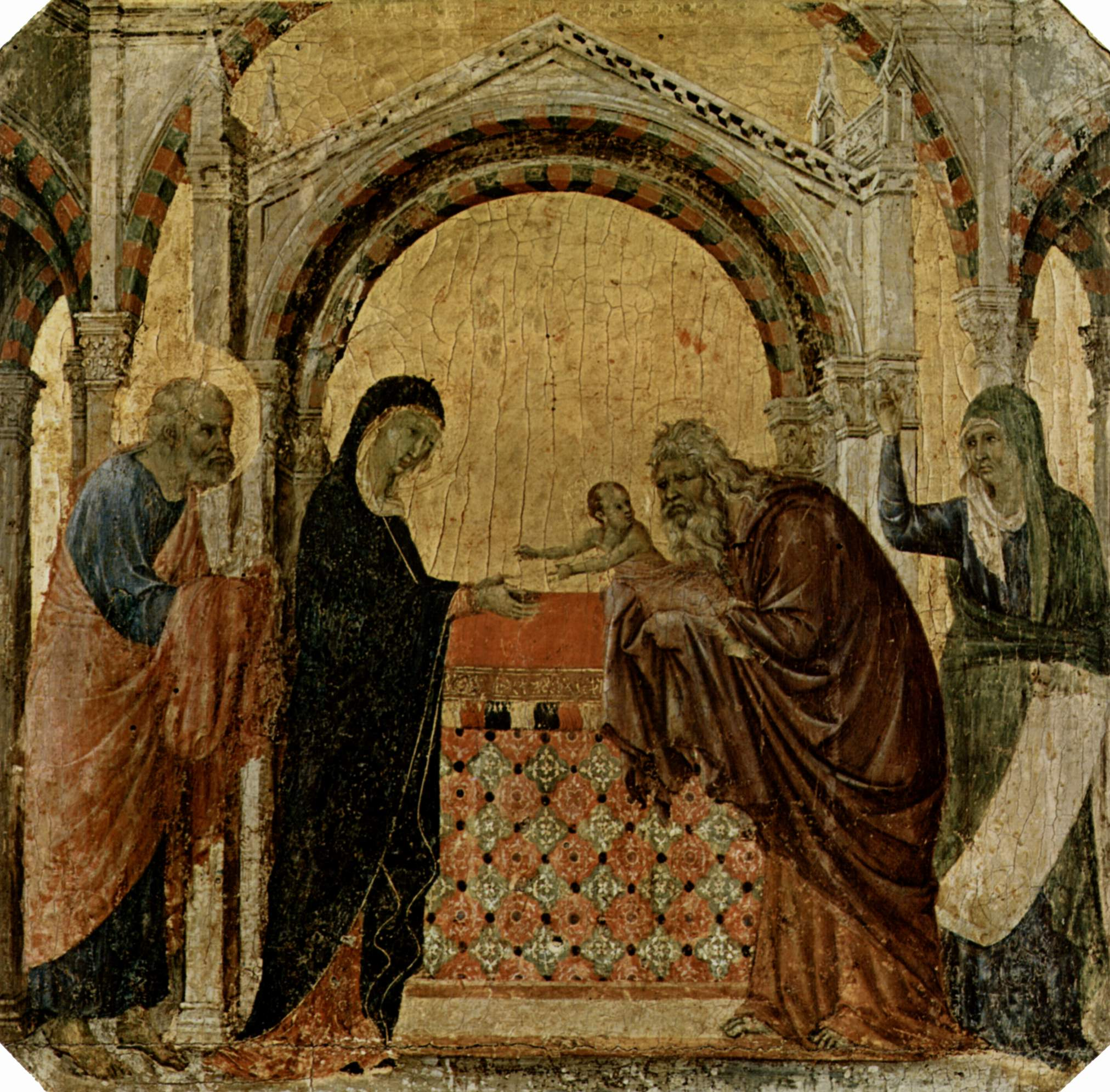
Presentazione al tempio
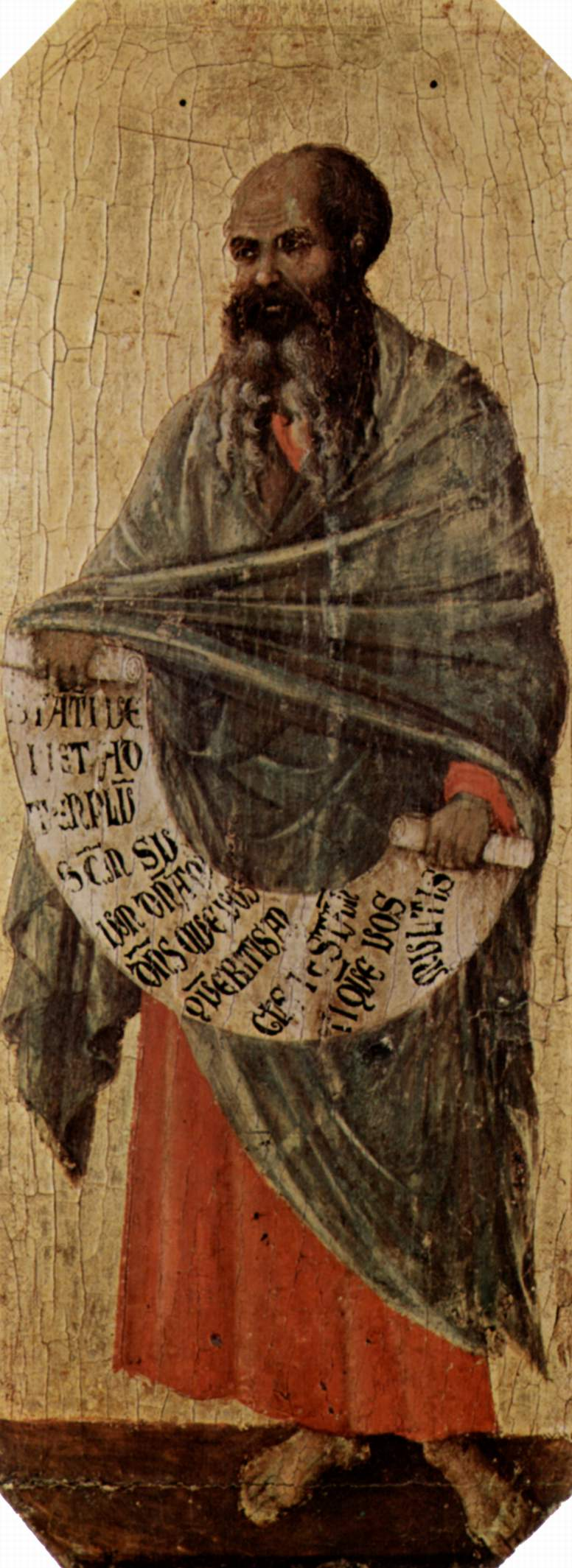
Profeta Malachia
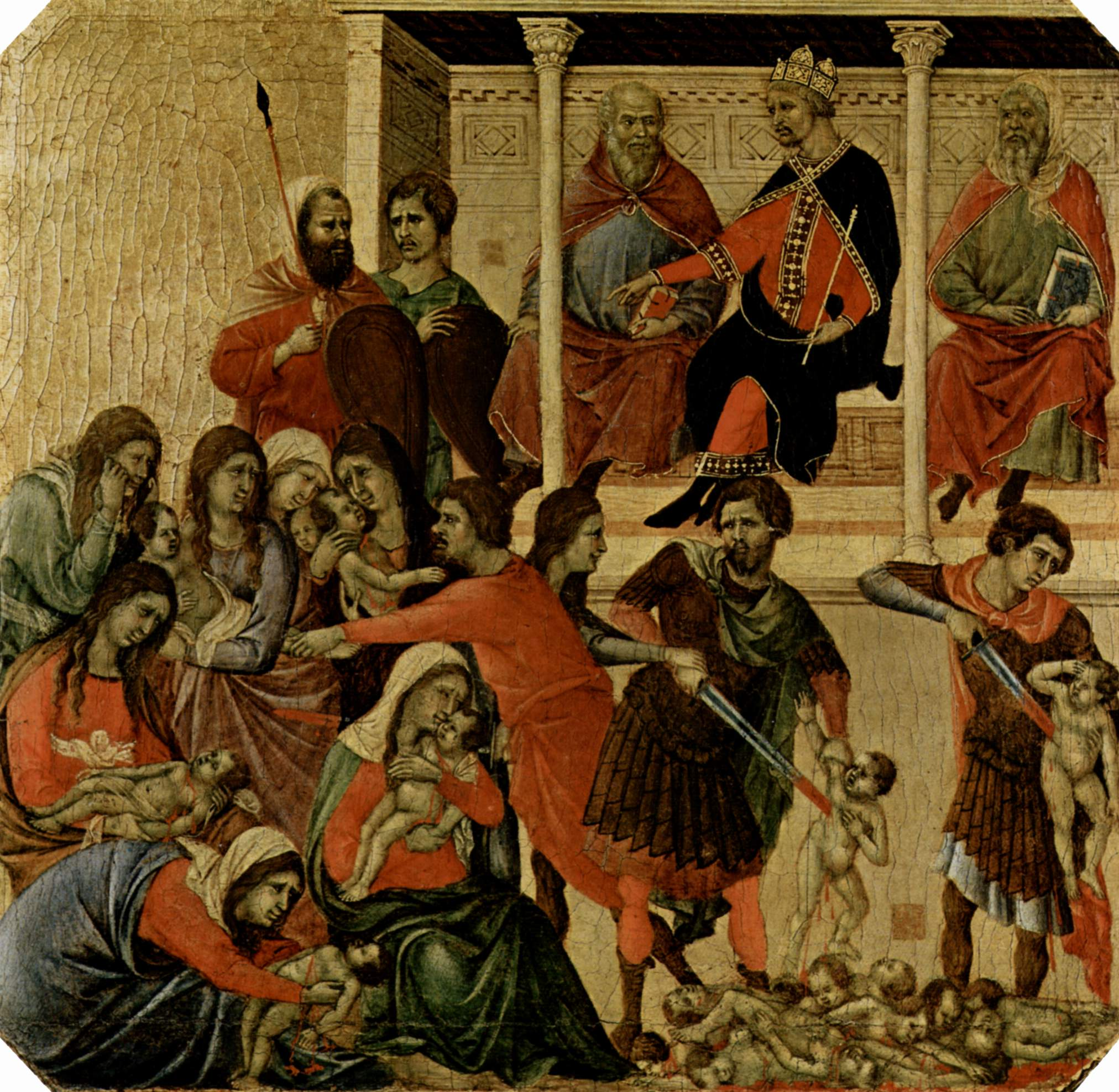
Strage degli innocenti
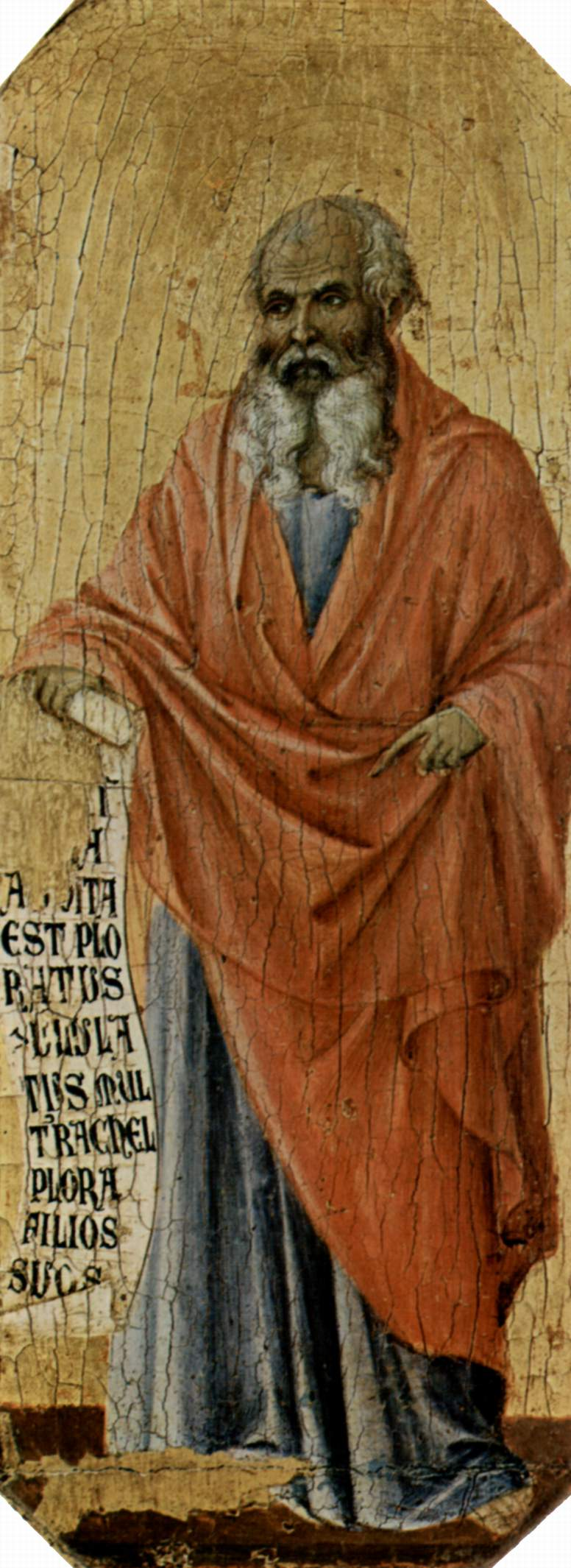
Profeta Geremia
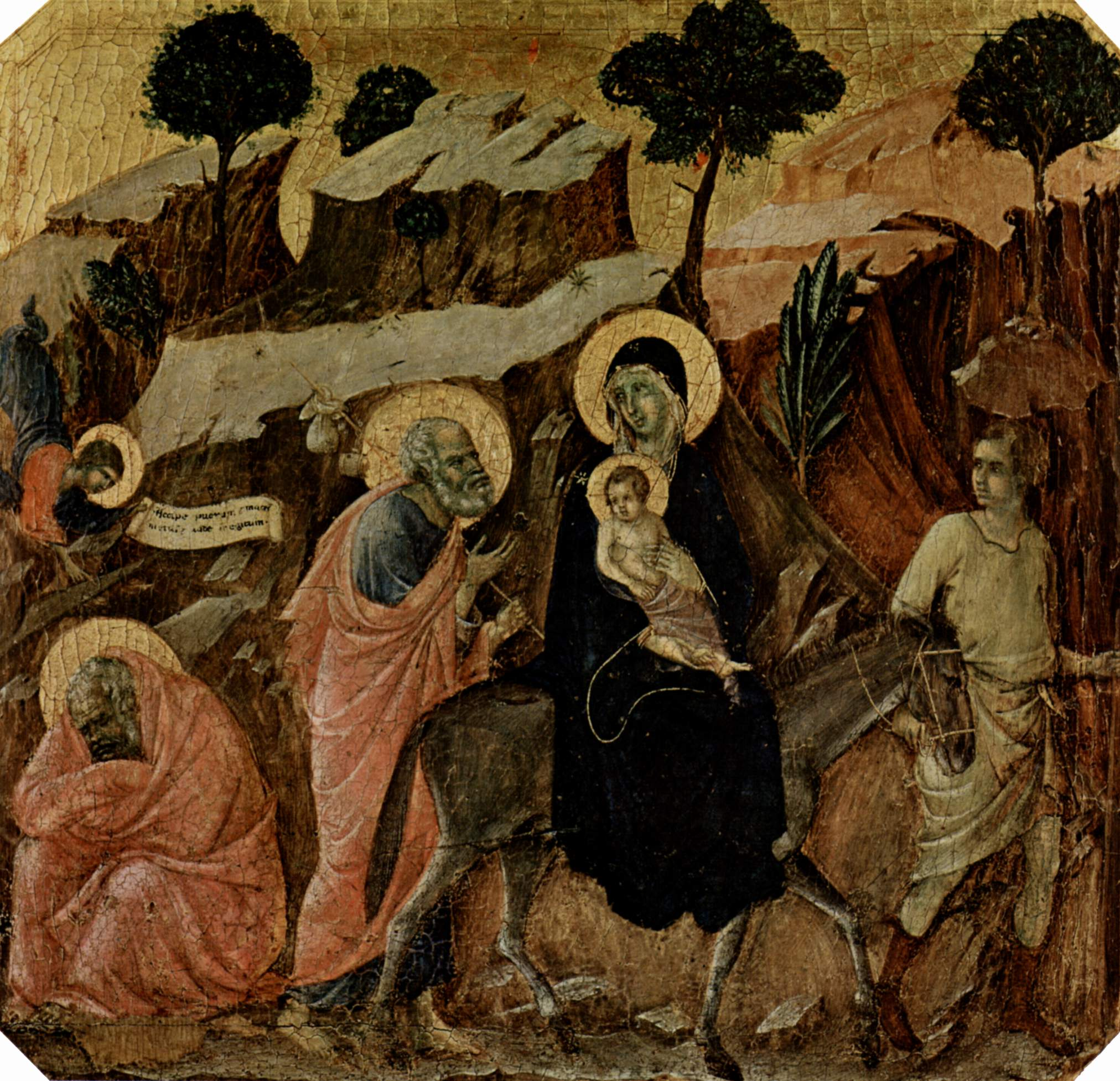
Fuga in Egitto
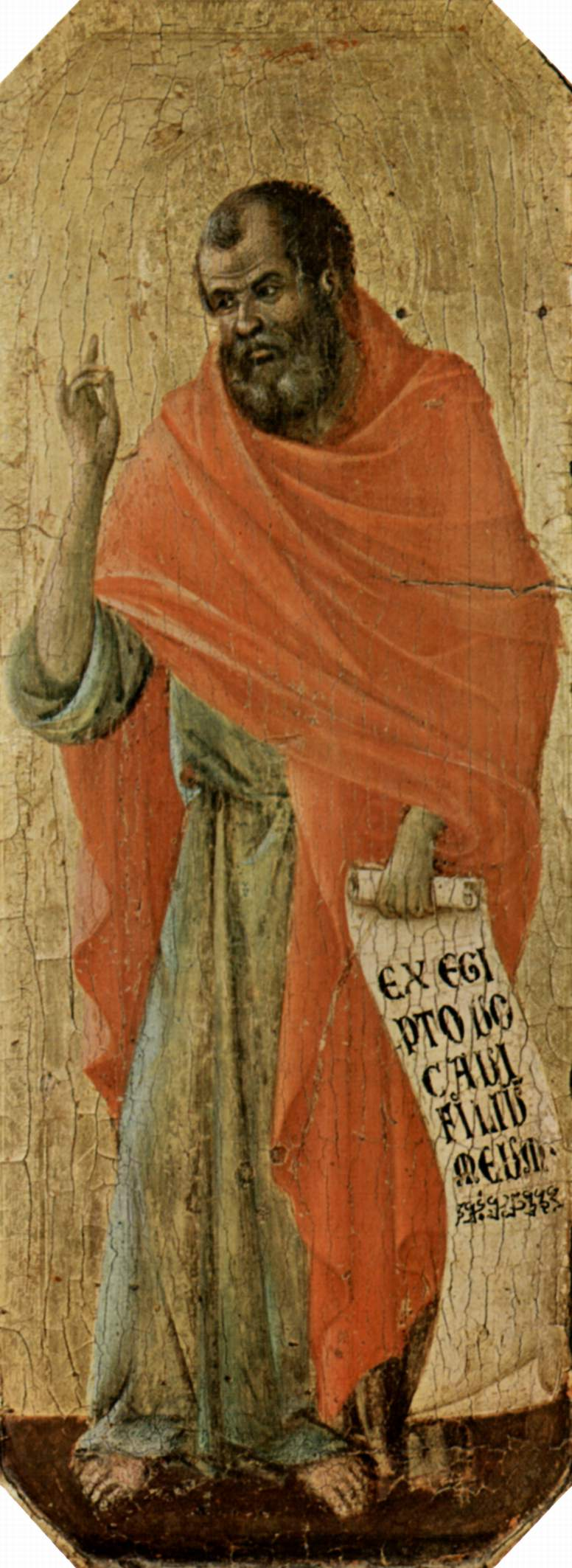
Profeta Osea
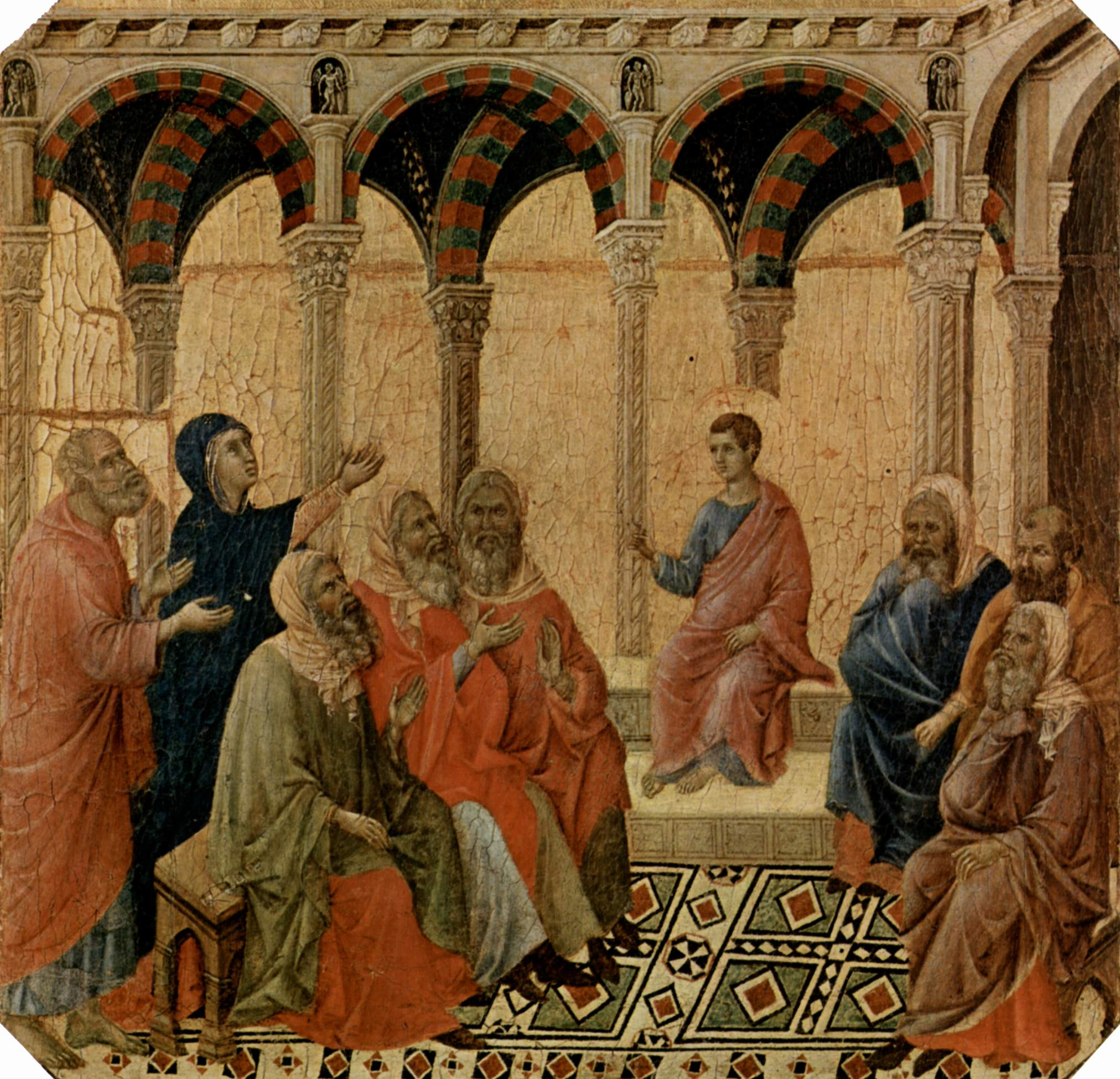
Disputa nel tempio

#### Il coronamento
Nel coronamento trovavano posto invece alcune Storie della Vergine dopo la morte di Cristo, quasi tutte conservate a Siena:
- Annuncio della morte alla Vergine;
- Congedo di Maria da Giovanni;
- Congedo dagli apostoli;
- Dormitio Virginis;
- Funerali di Maria;
- Sepoltura di Maria;
- Incoronazione della Vergine (Budapest, Szépműveszéti Múzeum).

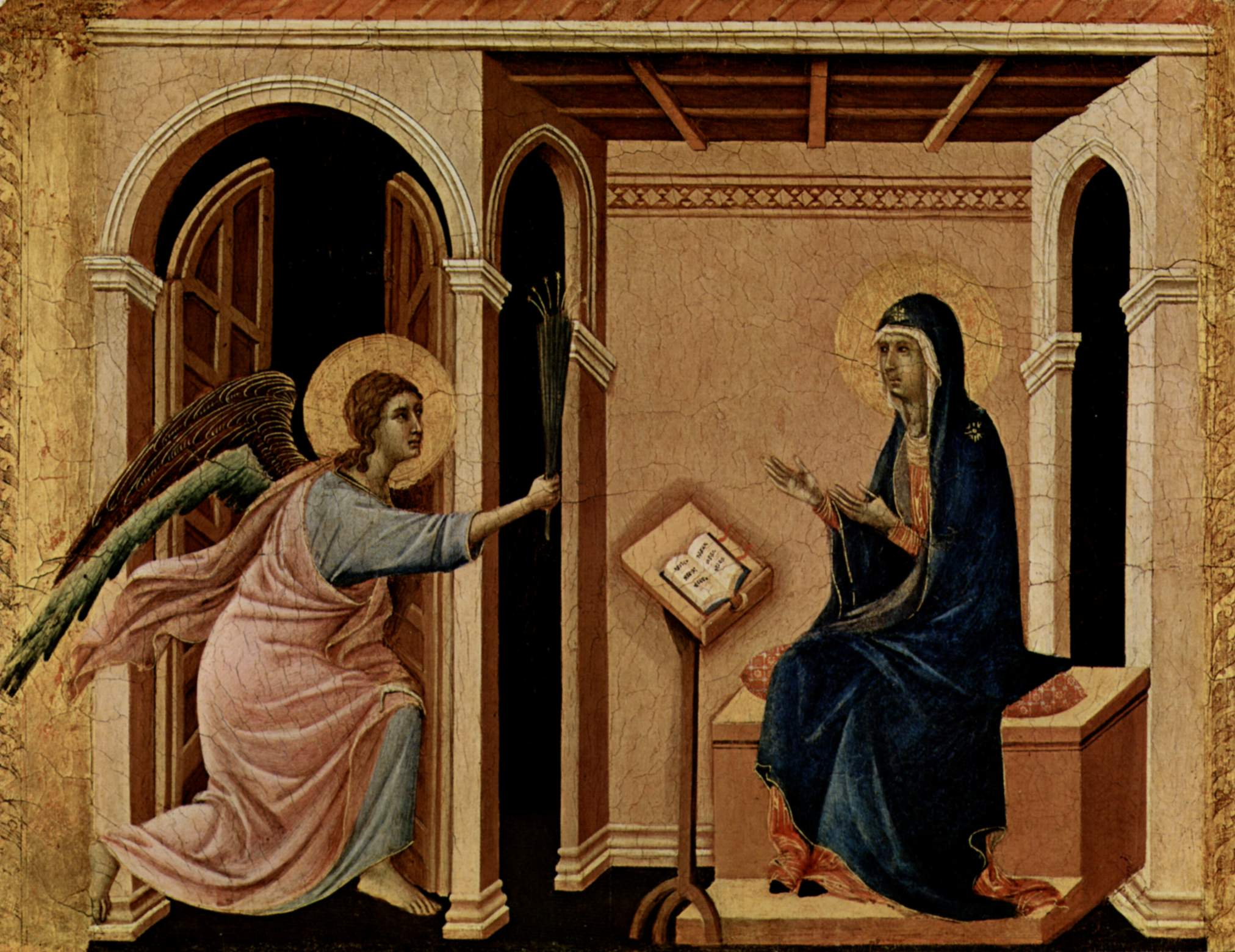
L'annuncio della morte alla Vergine
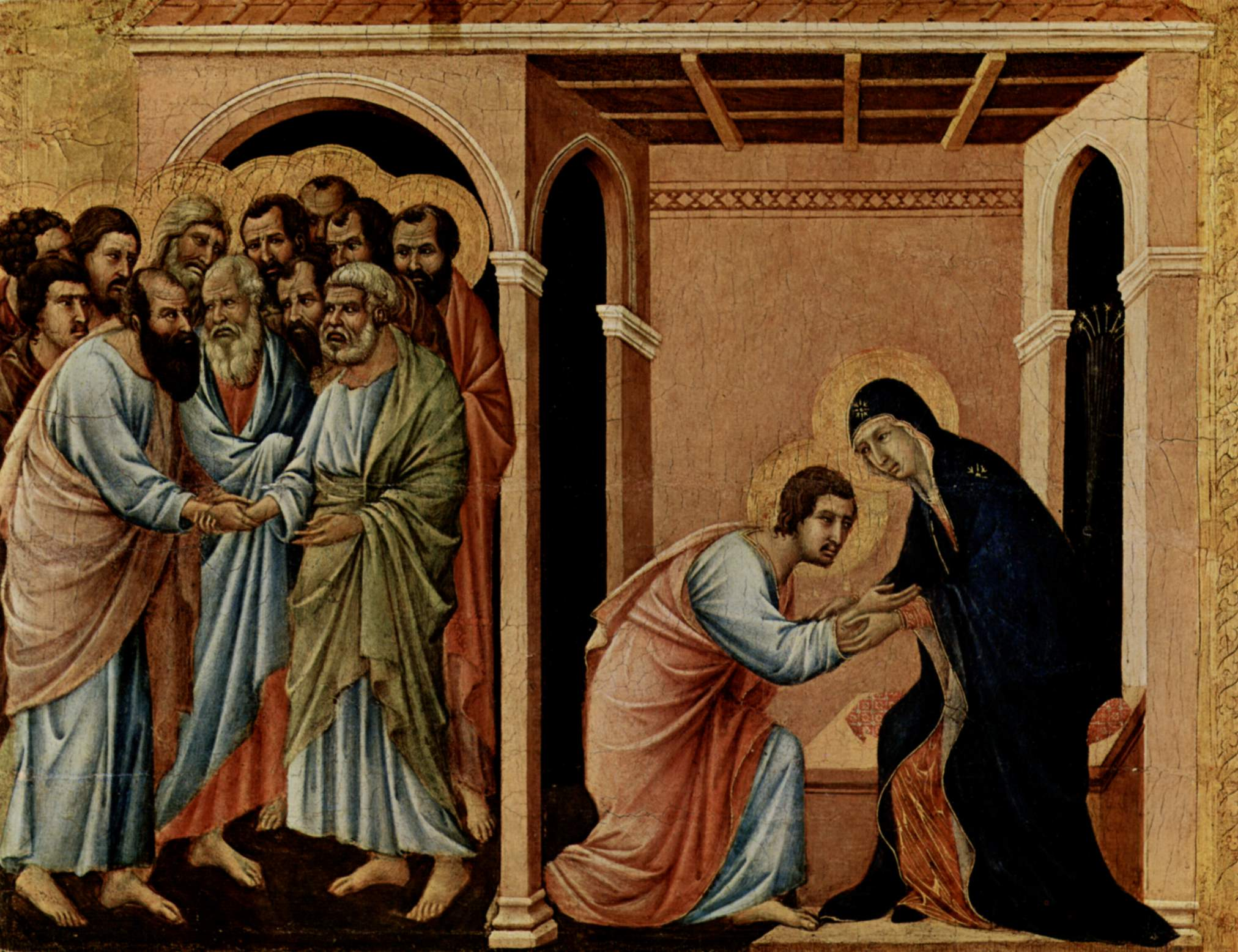
Congedo di Maria da Giovanni
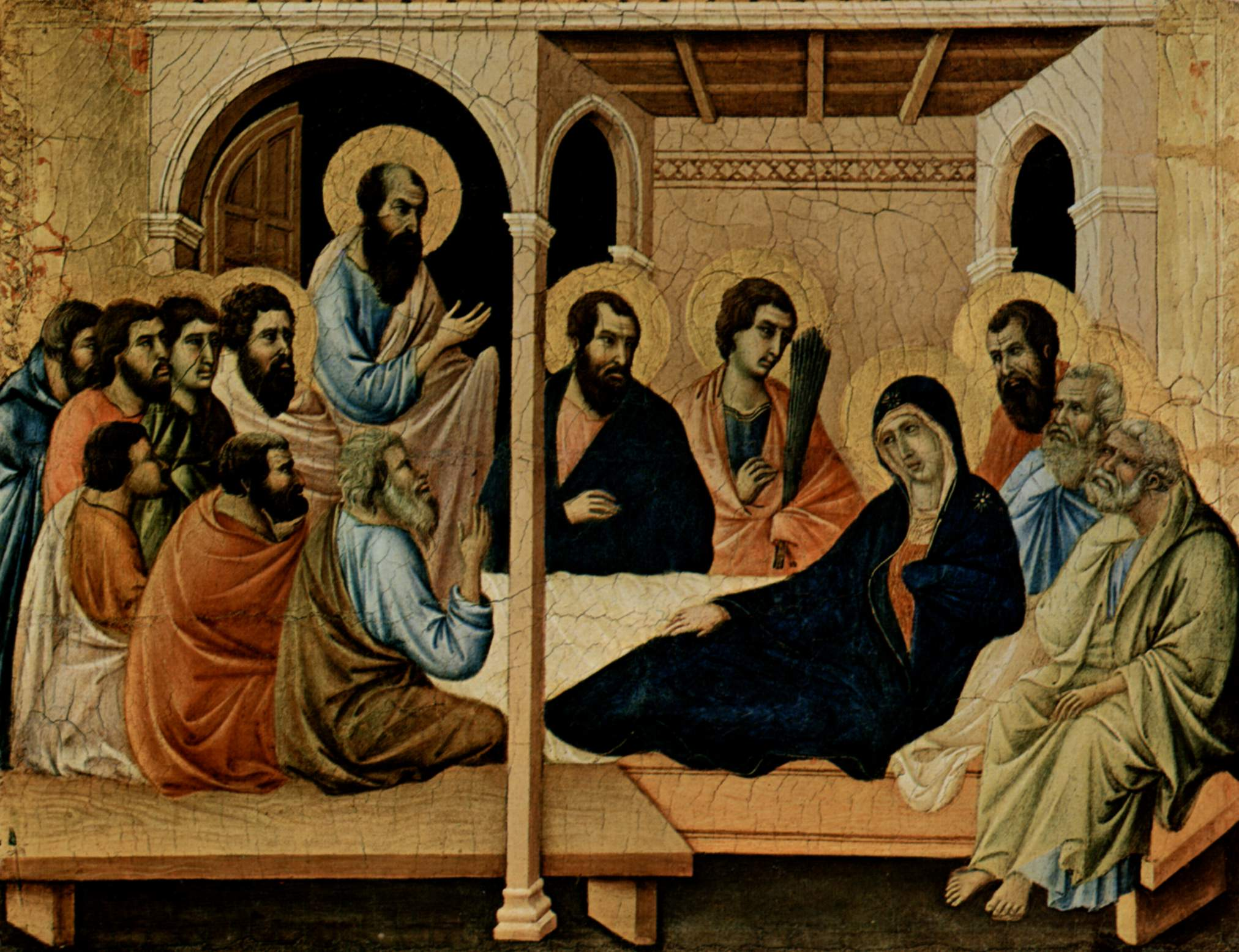
Congedo dagli apostoli
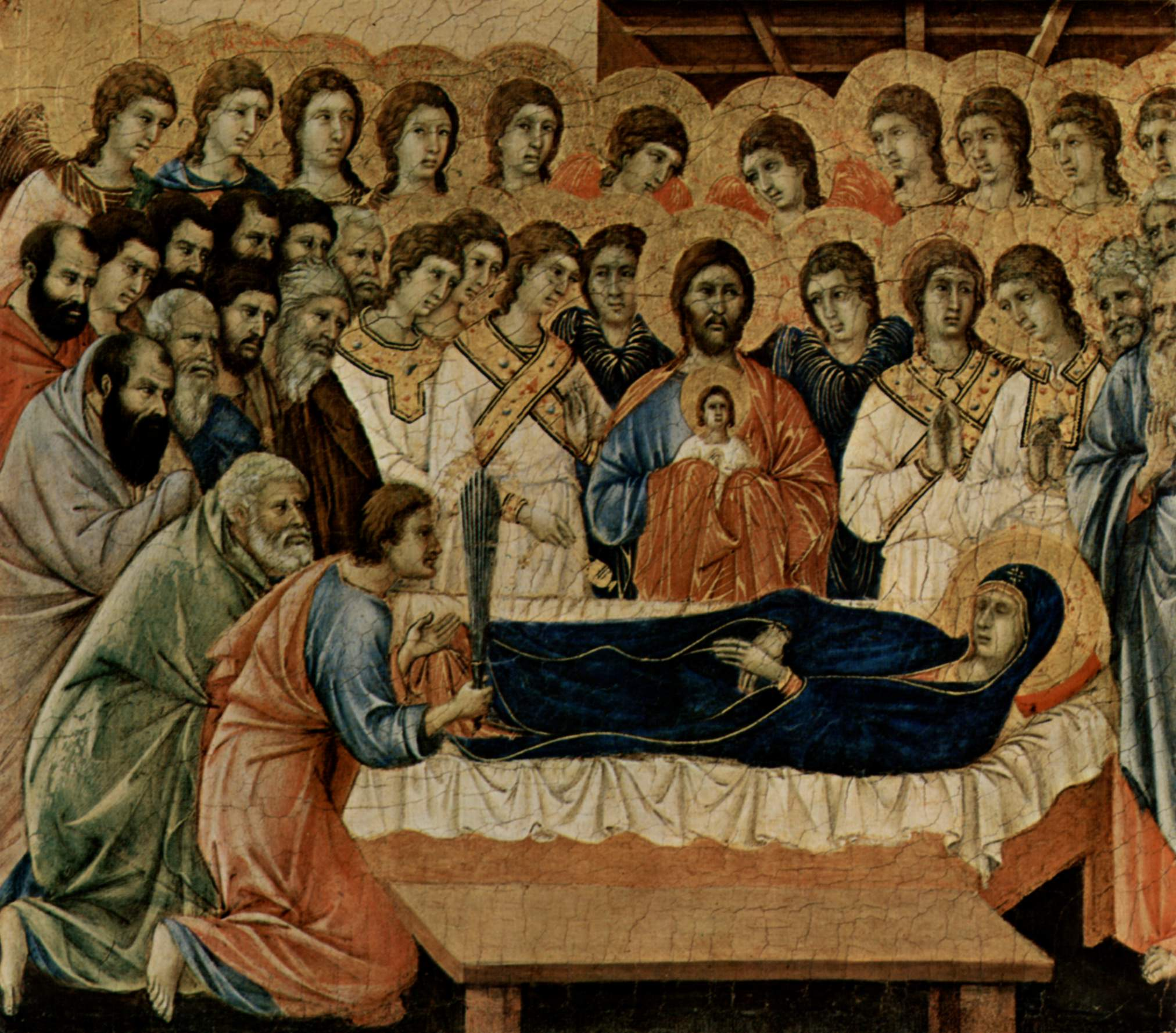
Dormitio Virginis
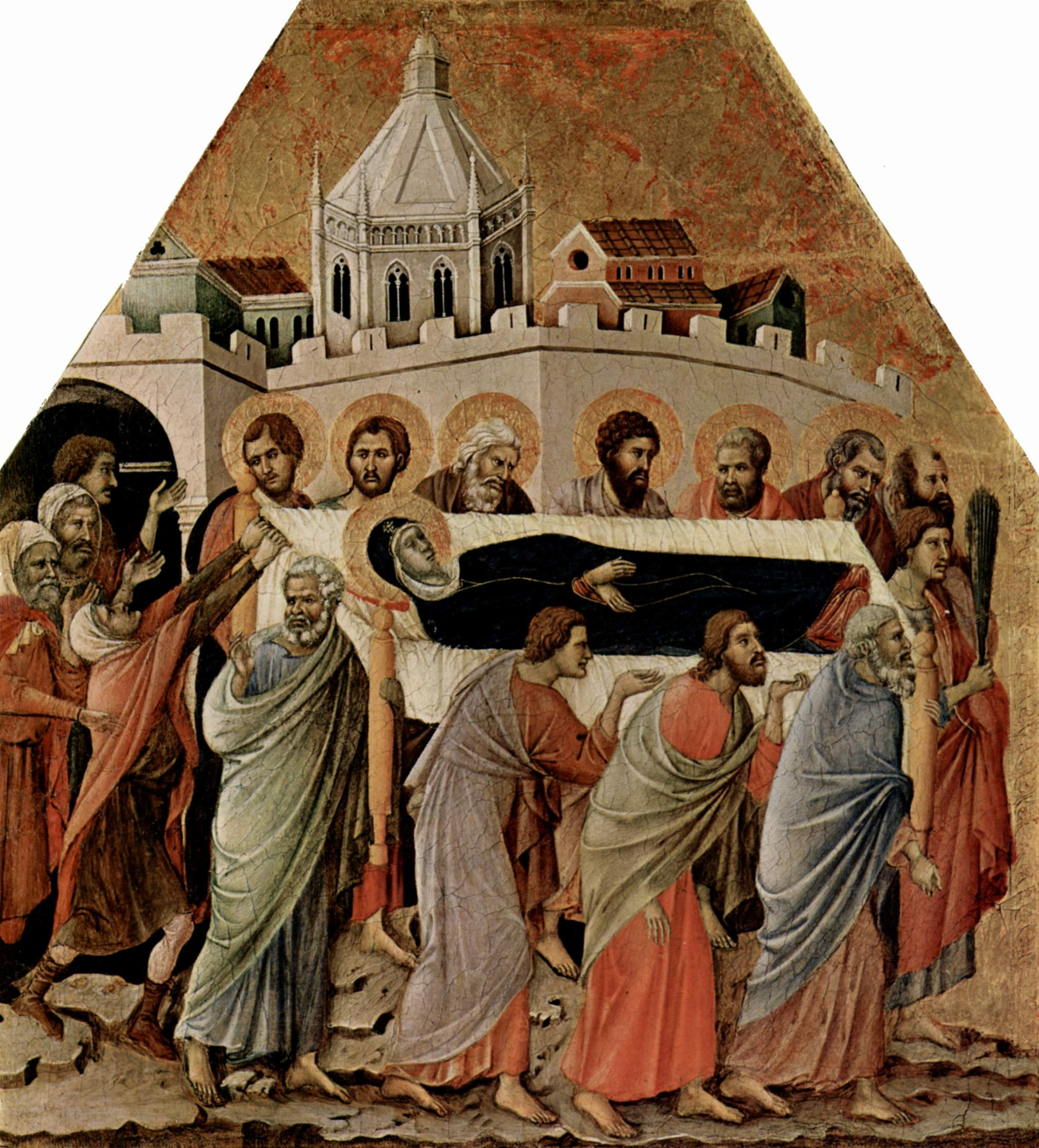
Funerali di Maria
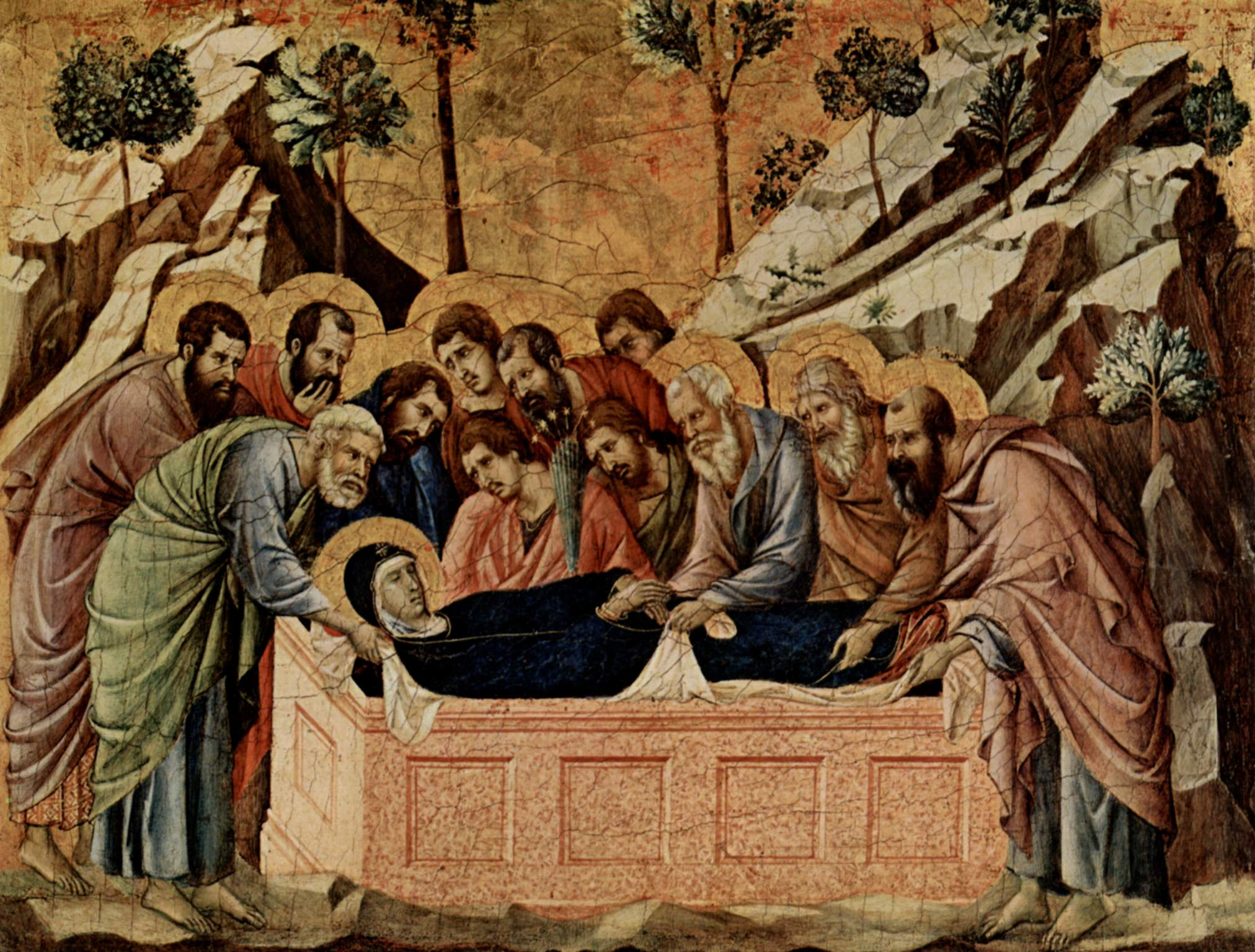
Sepoltura di Maria

Per quanto riguarda la grande Madonna in trono col Bambino, a parte gli angeli, Duccio si sforzò di caratterizzare individualmente le fisionomie, raggiungendo il vertice nei volti delle divinità. La Madonna è seduta su un ampio e sfarzoso trono, che accenna ad una spazialità tridimensionale secondo le novità già praticate da Cimabue, ed è dipinta con una cromia morbida, che dà naturalezza al dolce incarnato. Anche il Bambino esprime una profonda tenerezza, ma il suo corpo non sembra generare peso e le mani di Maria che lo reggono sono piuttosto innaturali.
Sul basso gradino alla base del trono, vi è in latino l'invocazione/dedica dell'artista alla Madonna:
MATER S(AN)CTA DEI / SIS CAUSA SENIS REQUIEI SIS DUCIO VITA TE QUIA / PINXIT ITA
(Madre Santa di Dio, sii motivo di pace per Siena, sii Vita per Duccio perché ti ha dipinta così).

### Il lato delleStorie di Cristo
Sul retro della Maestà, destinato alla visione del clero, erano rappresentate 26 Storie della Passione e Resurrezione di Cristo, divise in formelle più piccole, uno dei più ampi cicli dedicati a questo tema in Italia. 

#### La predella
Le Storie cominciavano dalla predella, poi smembrata, nella quale erano rappresentati alcuni episodi della vita pubblica di Cristo, dei quali si sono conservati:
- Tentazione sul tempio (Siena, Museo dell'Opera del Duomo);
- Tentazione sul monte (New York, Frick Collection);
- Vocazione di Pietro e Andrea (Washington, National Gallery);
- Nozze di Cana (Siena, Museo dell'Opera del Duomo);
- Incontro con la Samaritana (Madrid, Museo Thyssen-Bornemisza);
- Guarigione del cieco nato (Londra, National Gallery);
- Trasfigurazione (Londra, National Gallery);
- Resurrezione di Lazzaro (Fort Worth, Texas, Kimbell Art Museum).

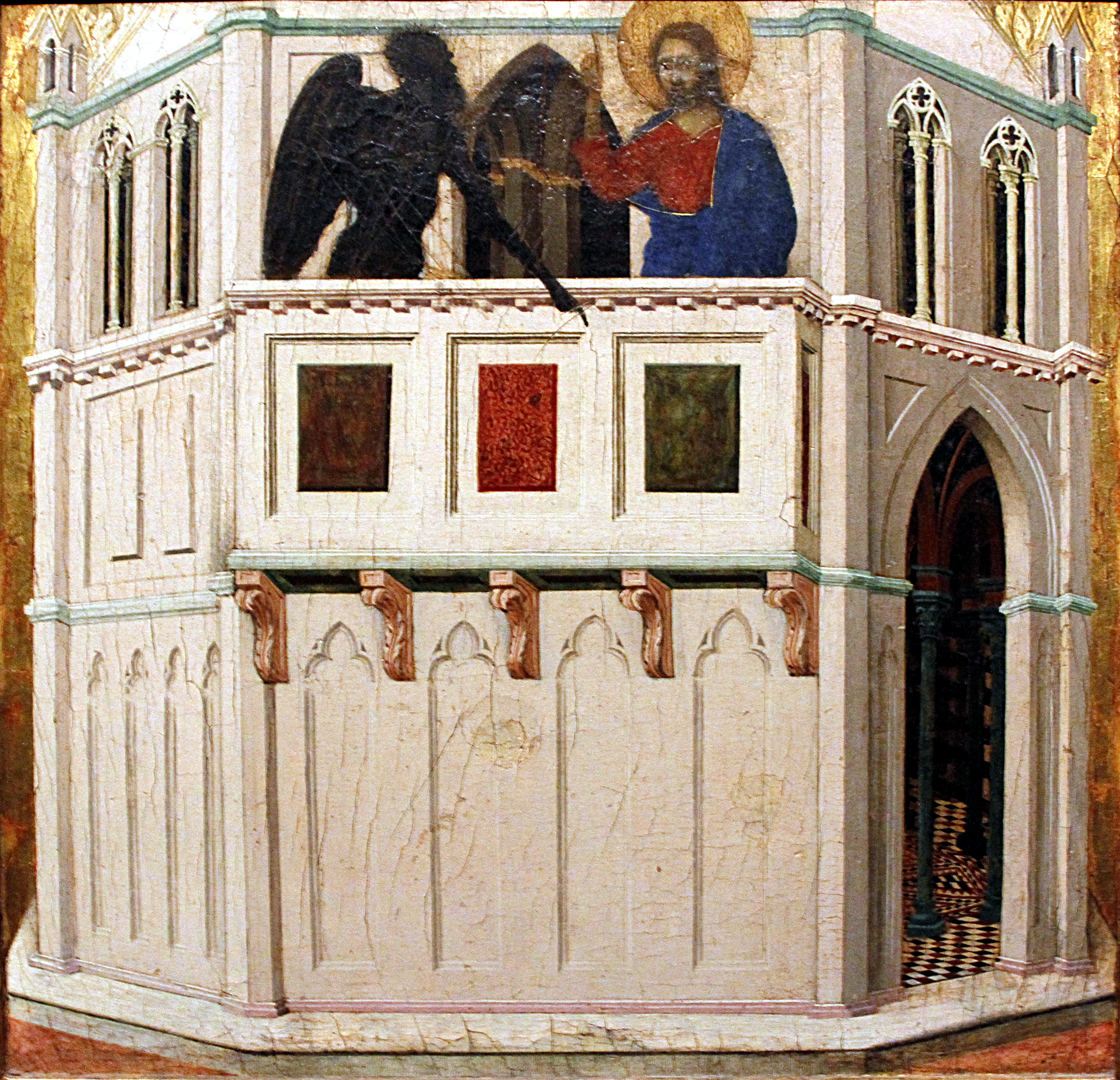
Tentazione sul tempio
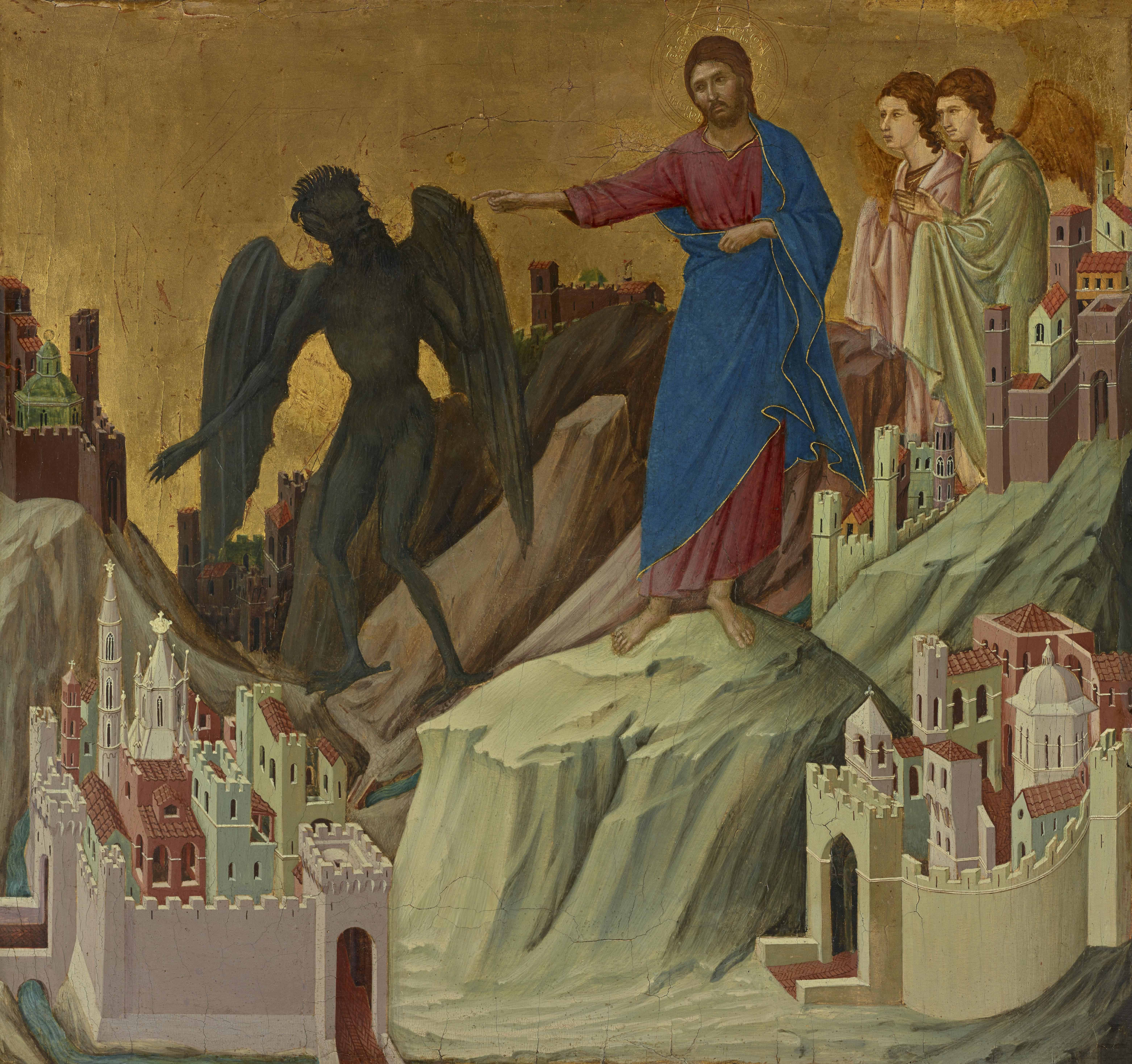
Tentazione sul monte
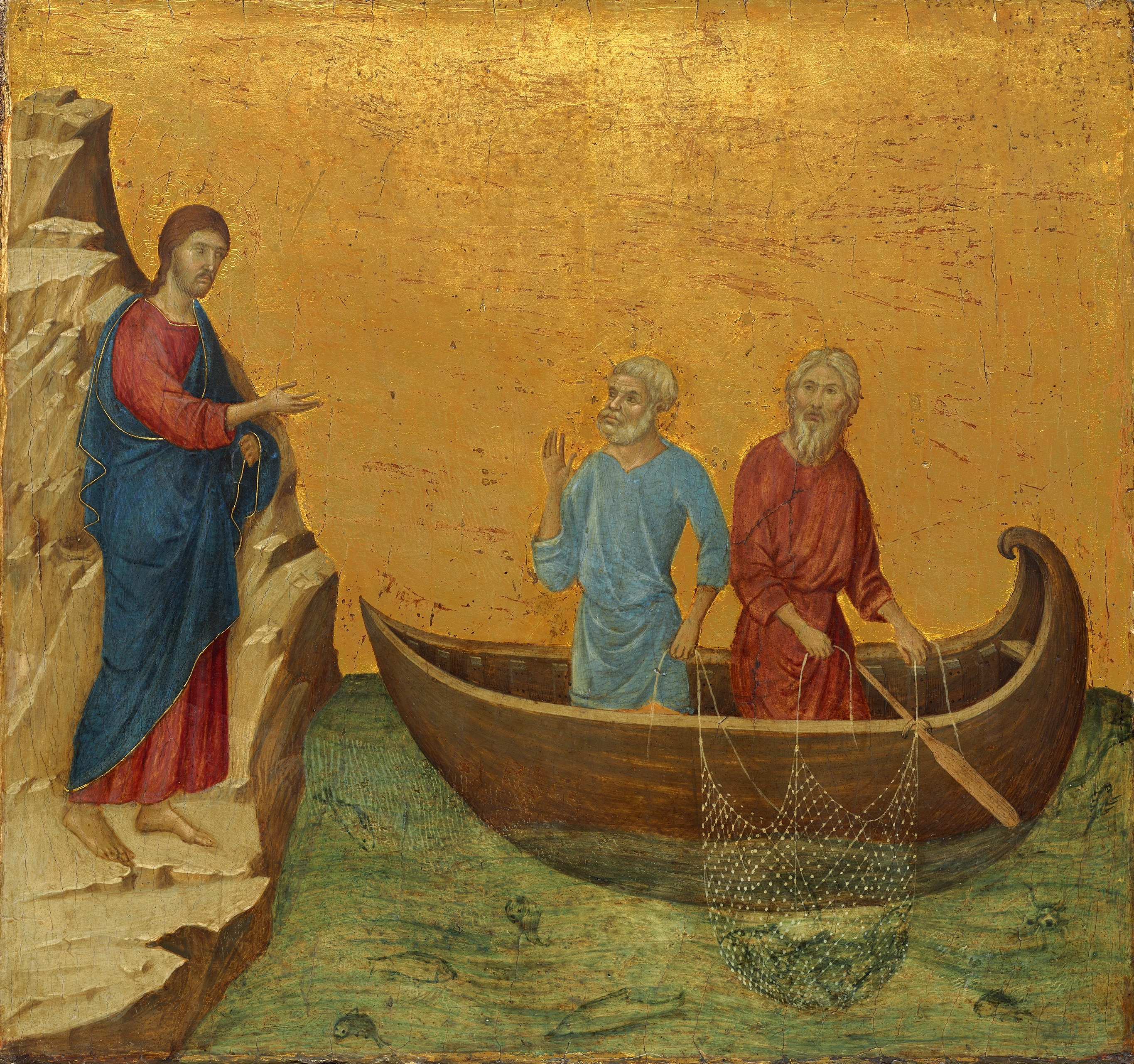
Vocazione di Pietro e Andrea
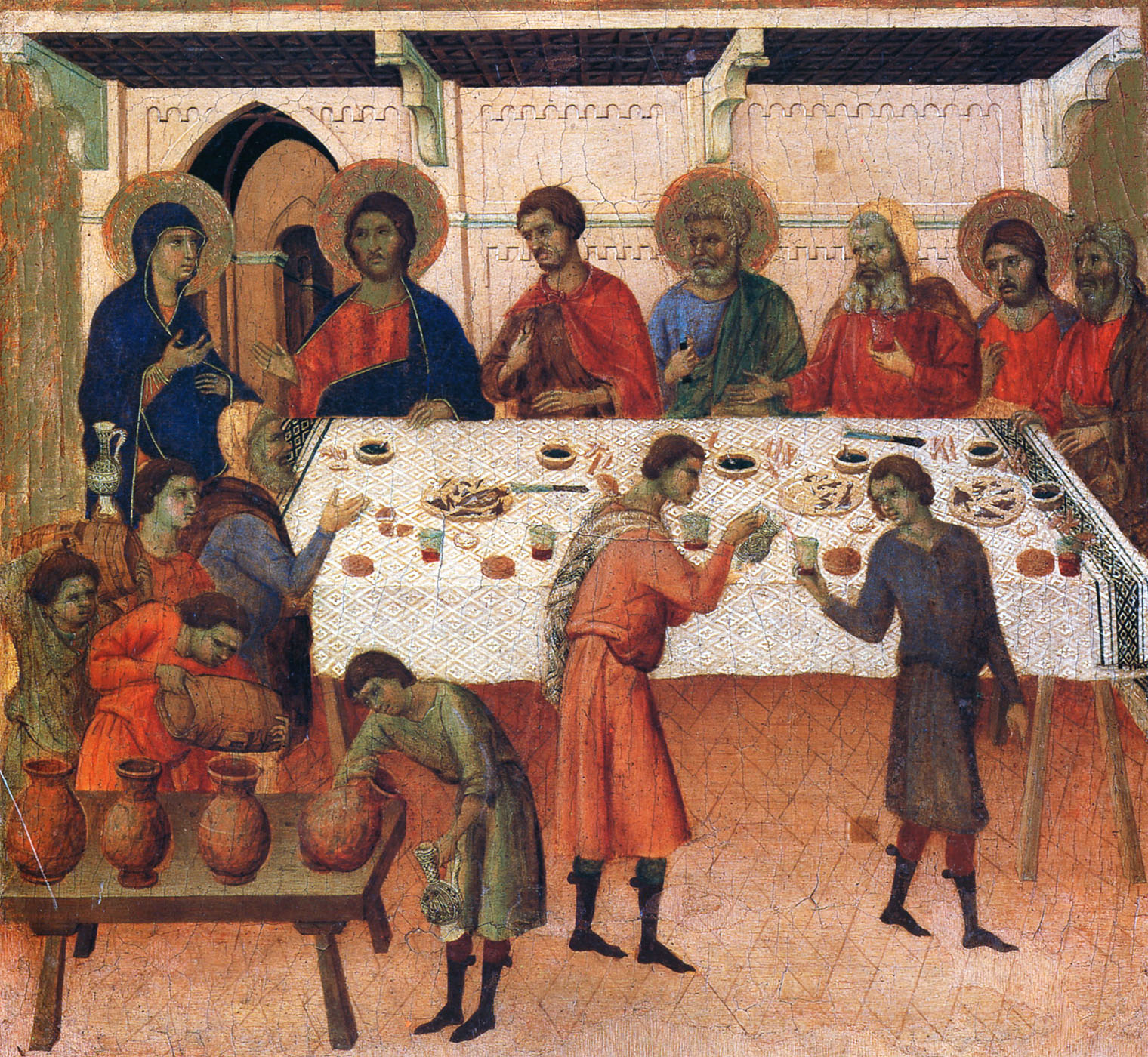
Nozze di Cana
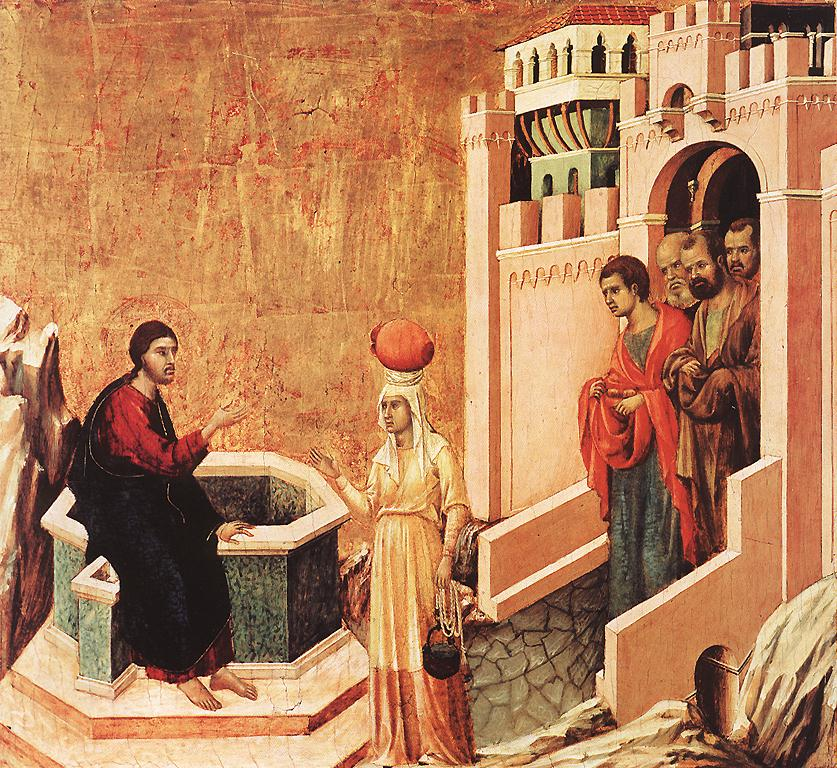
Incontro con la Samaritana
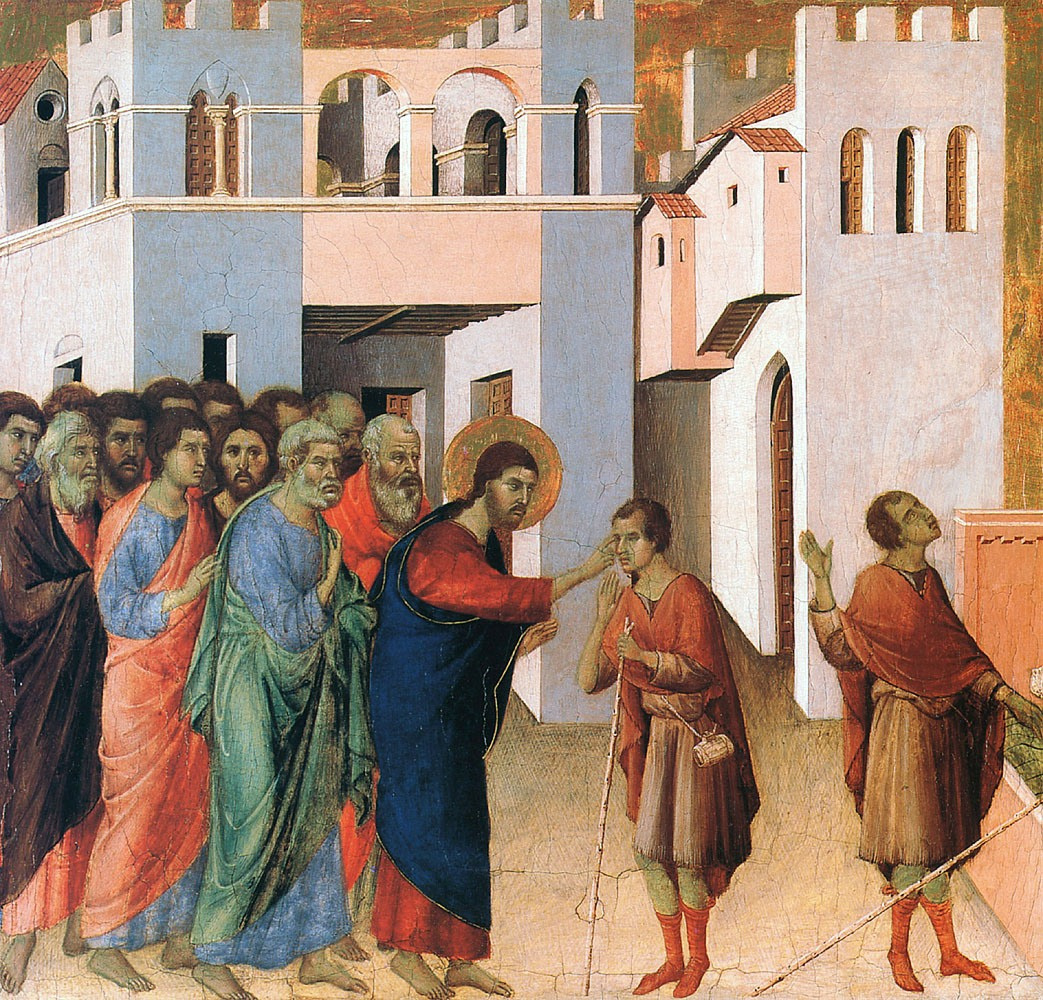
Guarigione del cieco nato
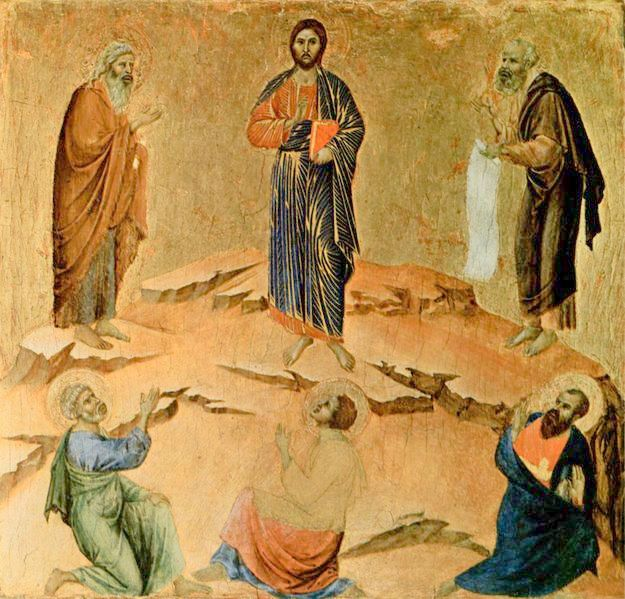
Trasfigurazione
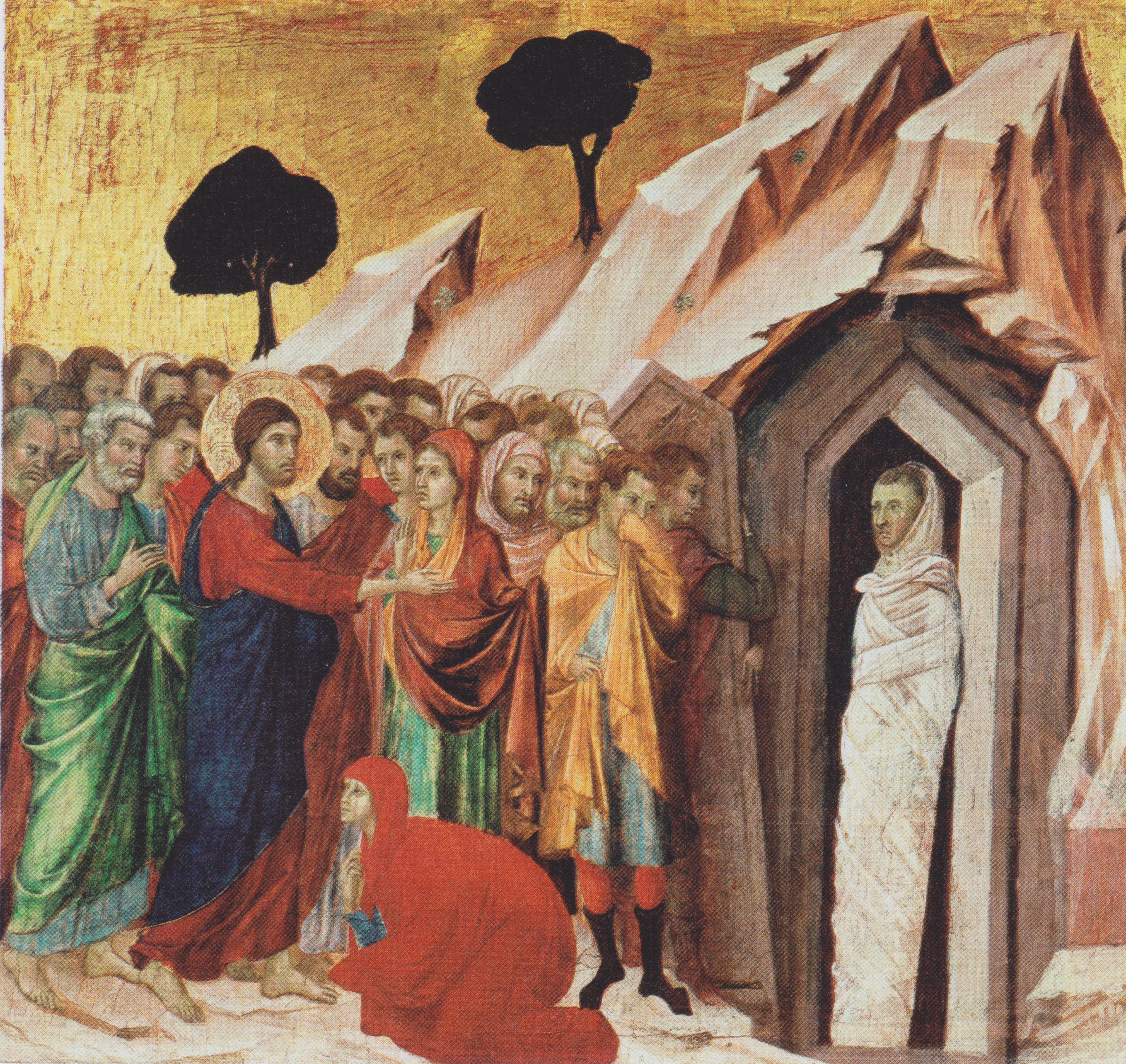
Resurrezione di Lazzaro

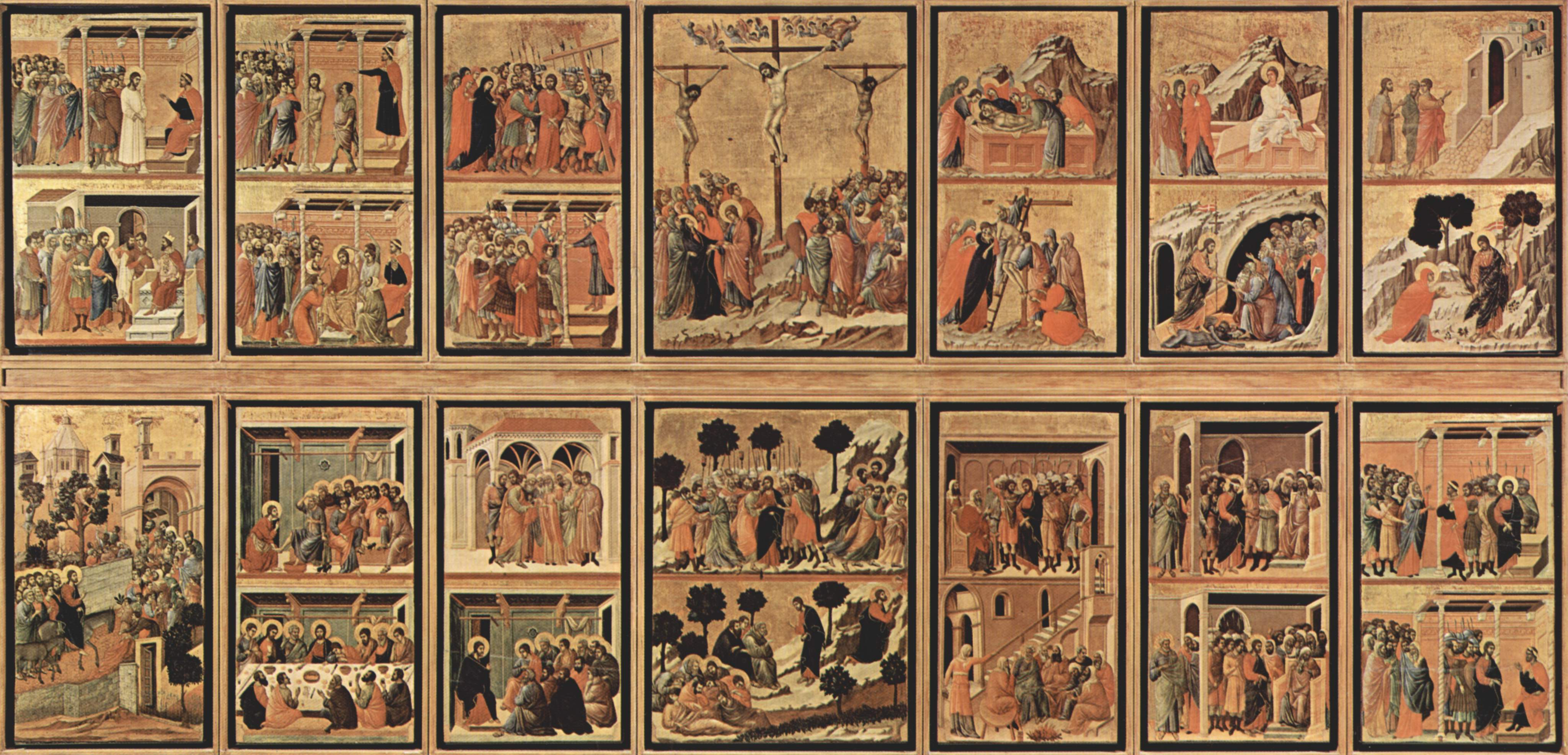
Il lato delle Storie della Passione

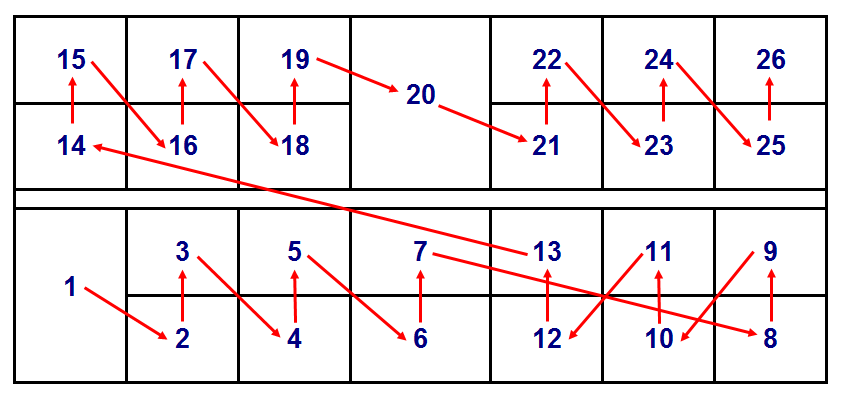
Lettura delle scene nel lato delle Storie della Passione e Resurrezione

Nella grande tavola principale il posto d'onore, al centro, è dato dalla Crocefissione, di larghezza maggiore e altezza doppia, come anche la formella doppia nell'angolo in basso a sinistra con l'Entrata a Gerusalemme (da dove inizia la lettura), dove forse il tiburio gotico che sporge dalle mura è una citazione fantasiosa della cupola del Duomo di Siena. Le scene si leggono dall'angolo sinistro procedendo nella fascia inferiore verso destra dal basso verso l'alto.
Dopo il pannello centrale (Preghiera nel Getsemani e Bacio di Giuda) la narrazione riprende nell'angolo in basso opposto, procedendo verso sinistra, sempre dal basso verso l'alto. Questo espediente, già usato da secoli, serve per convogliare la lettura verso la scena centrale della Crocefissione. La fascia superiore invece si legge da sinistra verso destra, sempre dal basso verso l'alto fino alla Crocefissione.
L'ultimo riquadro è più complesso: a sinistra in basso la Deposizione dalla Croce sovrastata dalla Sepoltura, poi si prosegue per due riquadri a sinistra, poi in basso, infine a destra dove è presente il Ritorno di Cristo che resuscita i morti e sconfigge il demonio.
In varie scene Duccio diede prova di essere aggiornato rispetto alle "prospettive" dei fondali architettonici di Giotto. Uno dei più notevoli esempi si ha nella scena di Gesù davanti al Sommo sacerdote, dove è rappresentato un edificio che continua nella formella inferiore, il Tradimento di Pietro, collegato da una verosimile scalinata con tanto di pianerottolo tra le due scene, ravvivato da un'elegante bifora.
Lo spazio però per Duccio non è mai condizione sine qua non, anzi in talune scene deroga volontariamente alla raffigurazione spaziale per mettere in risalto particolari che gli premono, come la tavola apparecchiata nella scena dell'Ultima Cena (troppo inclinata rispetto al soffitto) o come il gesto di Ponzio Pilato nella Flagellazione, che è in primo piano rispetto a una colonna nonostante i suoi piedi poggino su un piedistallo che è collocato dietro. Duccio non sembra quindi interessato a complicare eccessivamente le scene con regole spaziali assolute, anzi talvolta la narrazione è più efficace proprio in quelle scene dove un generico paesaggio roccioso tradizionale lo libera dalla costrizione della rappresentazione tridimensionale.
Disposizione delle scene secondo l'ordine di lettura:

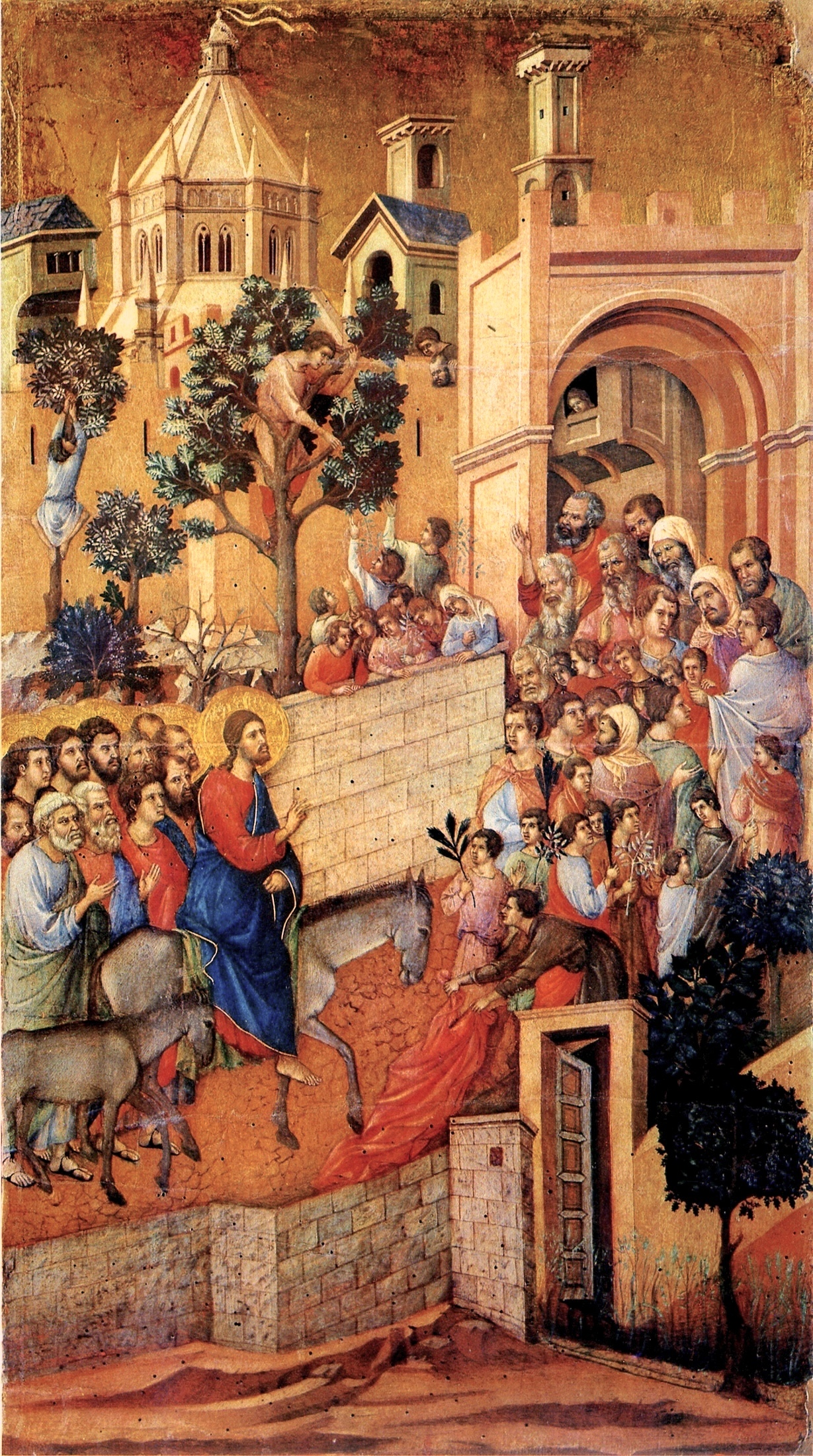
1. Entrata a Gerusalemme
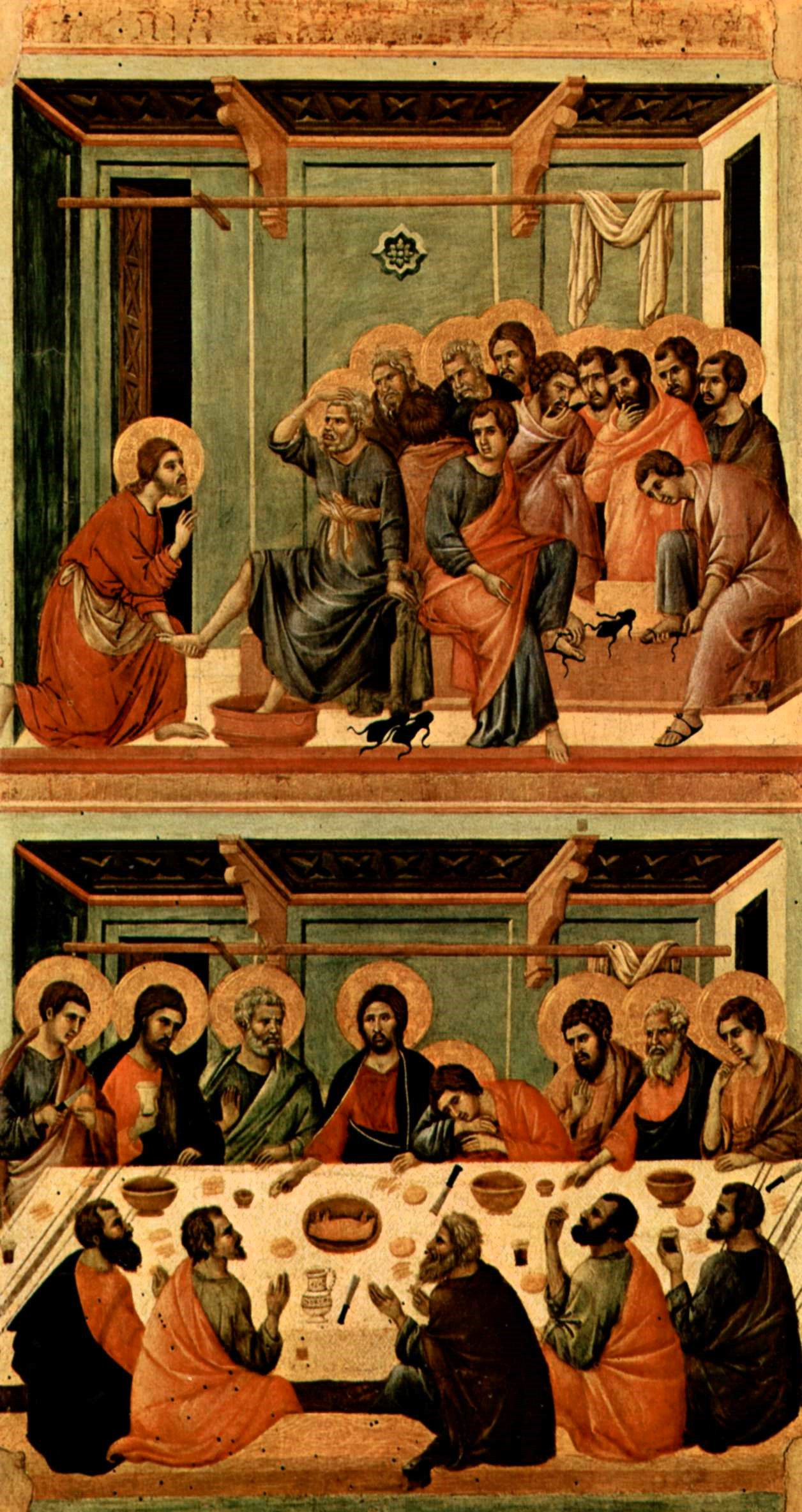
3-2. Ultima cena e Lavanda dei piedi
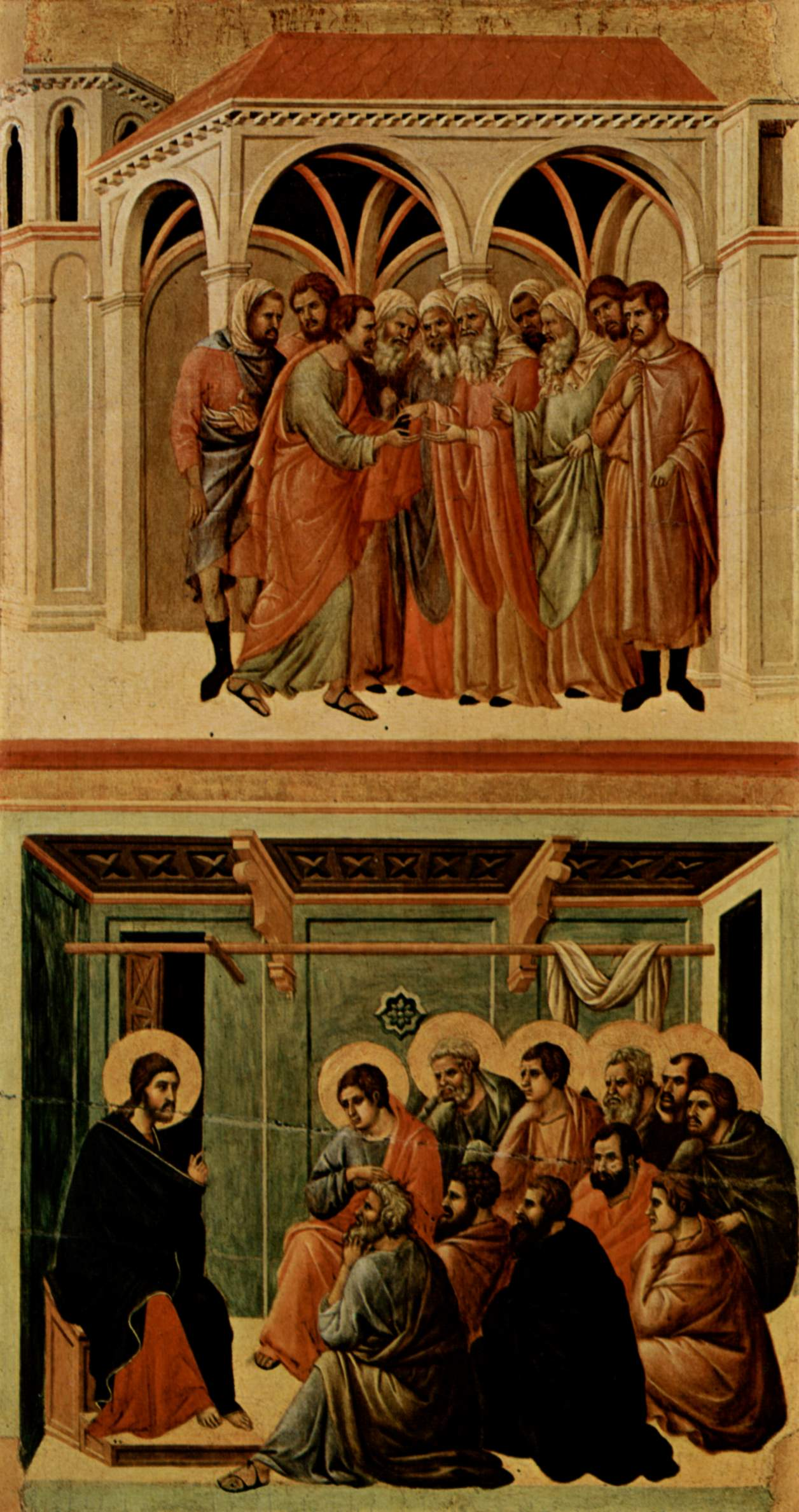
5-4. Cristo si separa dagli apostoli e Tradimento di Giuda
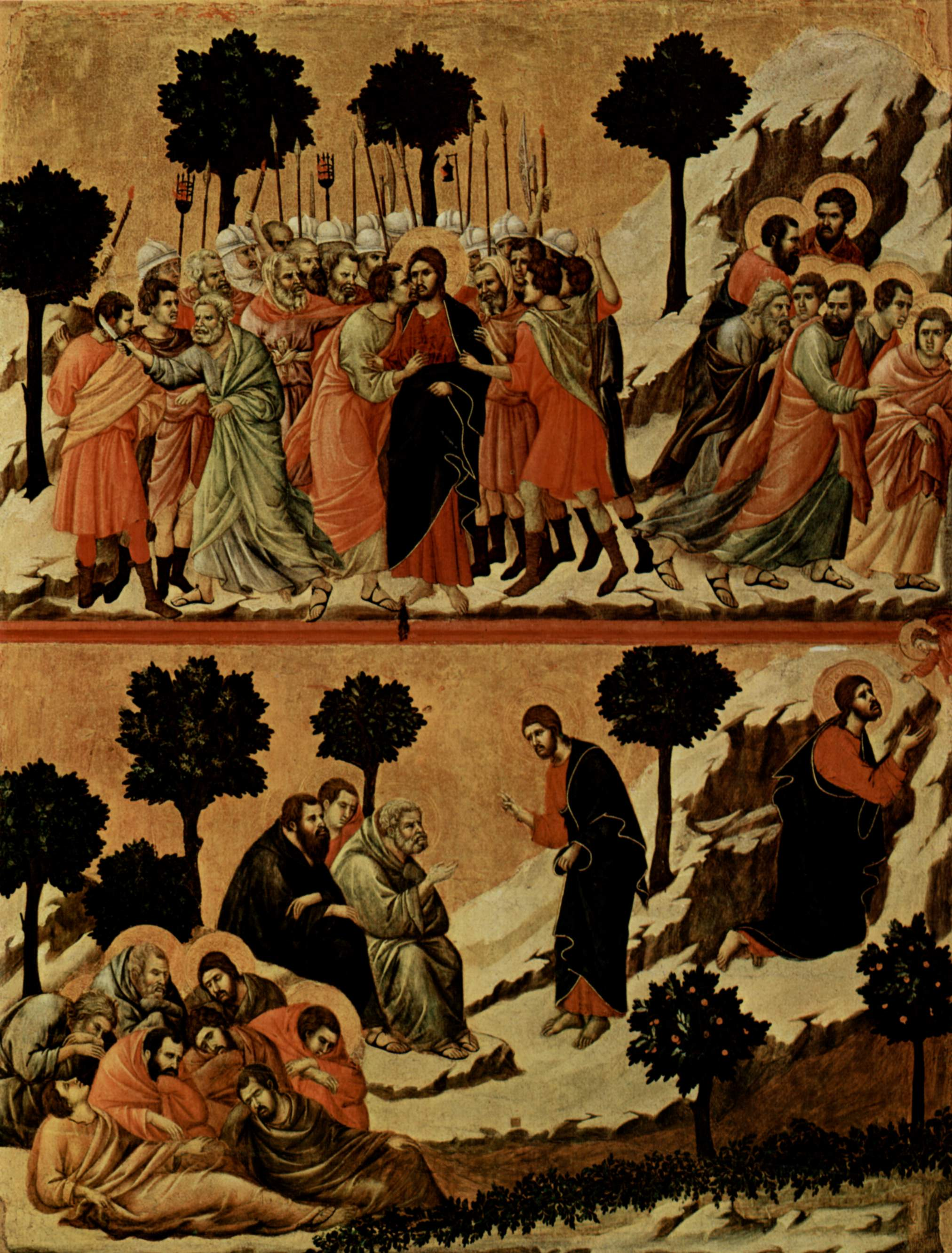
7-6. Preghiera nel Getsemani e Bacio di Giuda
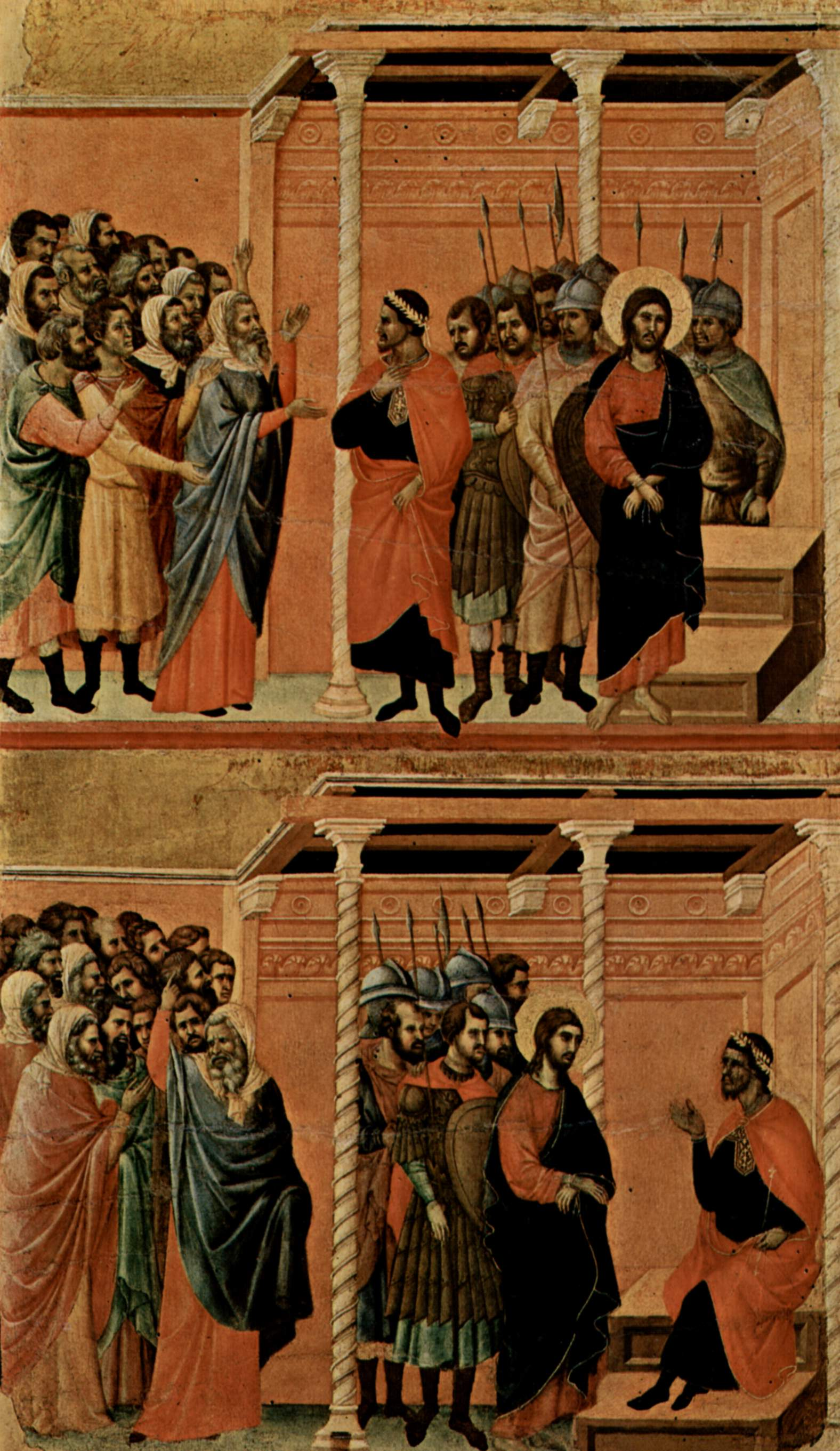
8-9. Cristo davanti a Pilato e Accusa dei farisei
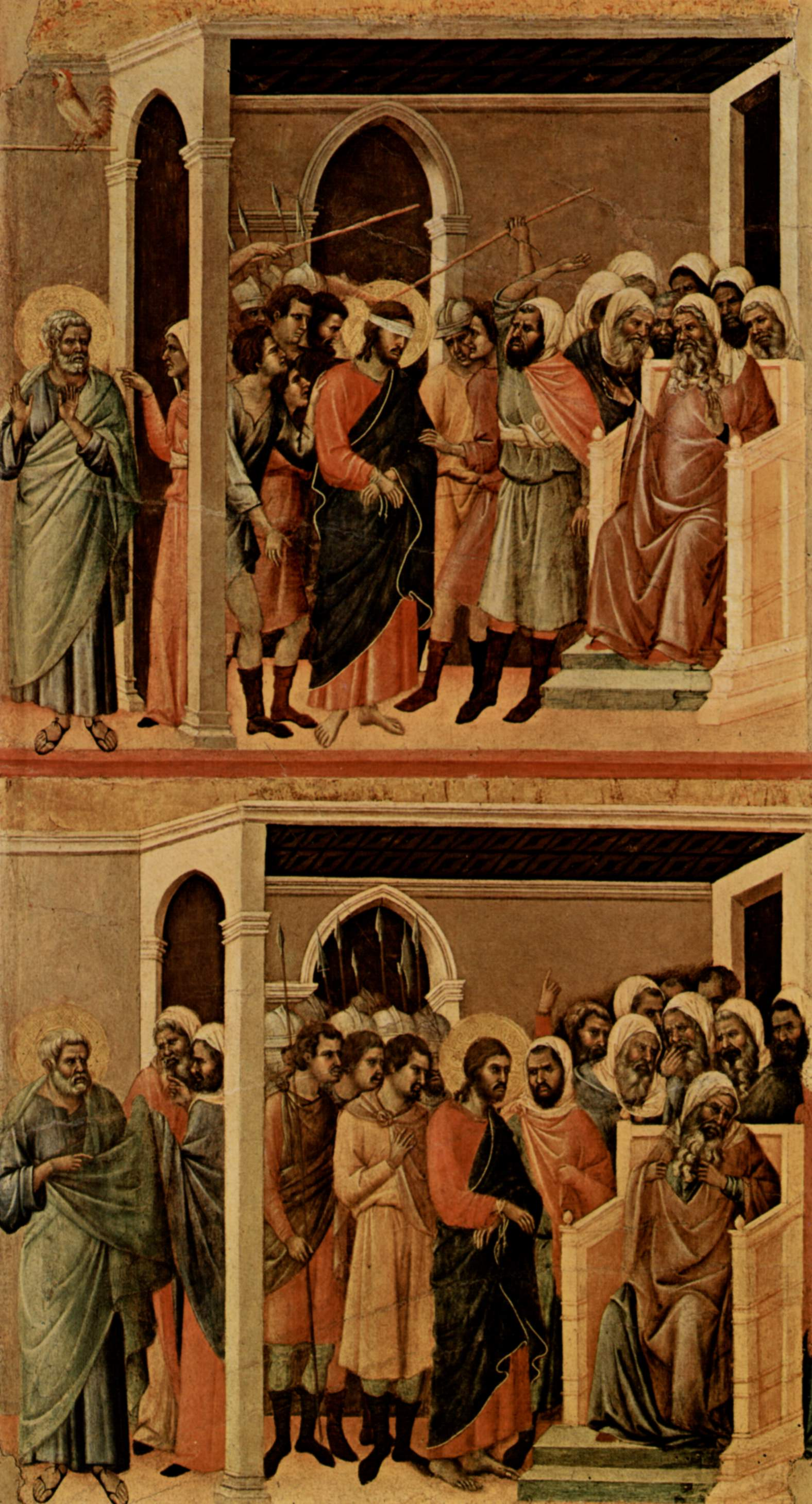
11-10. Cristo davanti a Caifa e Cristo deriso
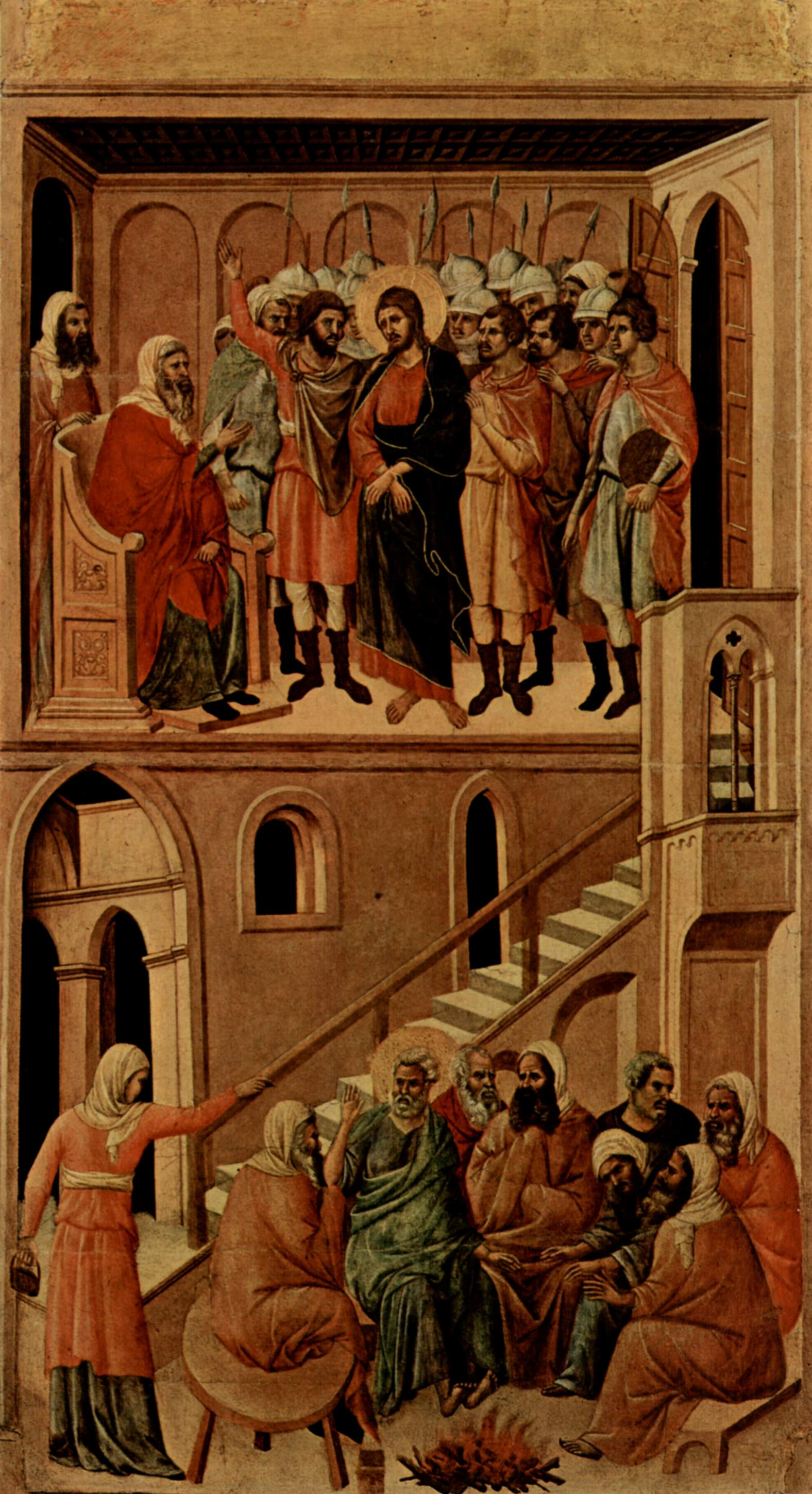
13-12. Tradimento di Pietro e Cristo davanti al Sommo sacerdote
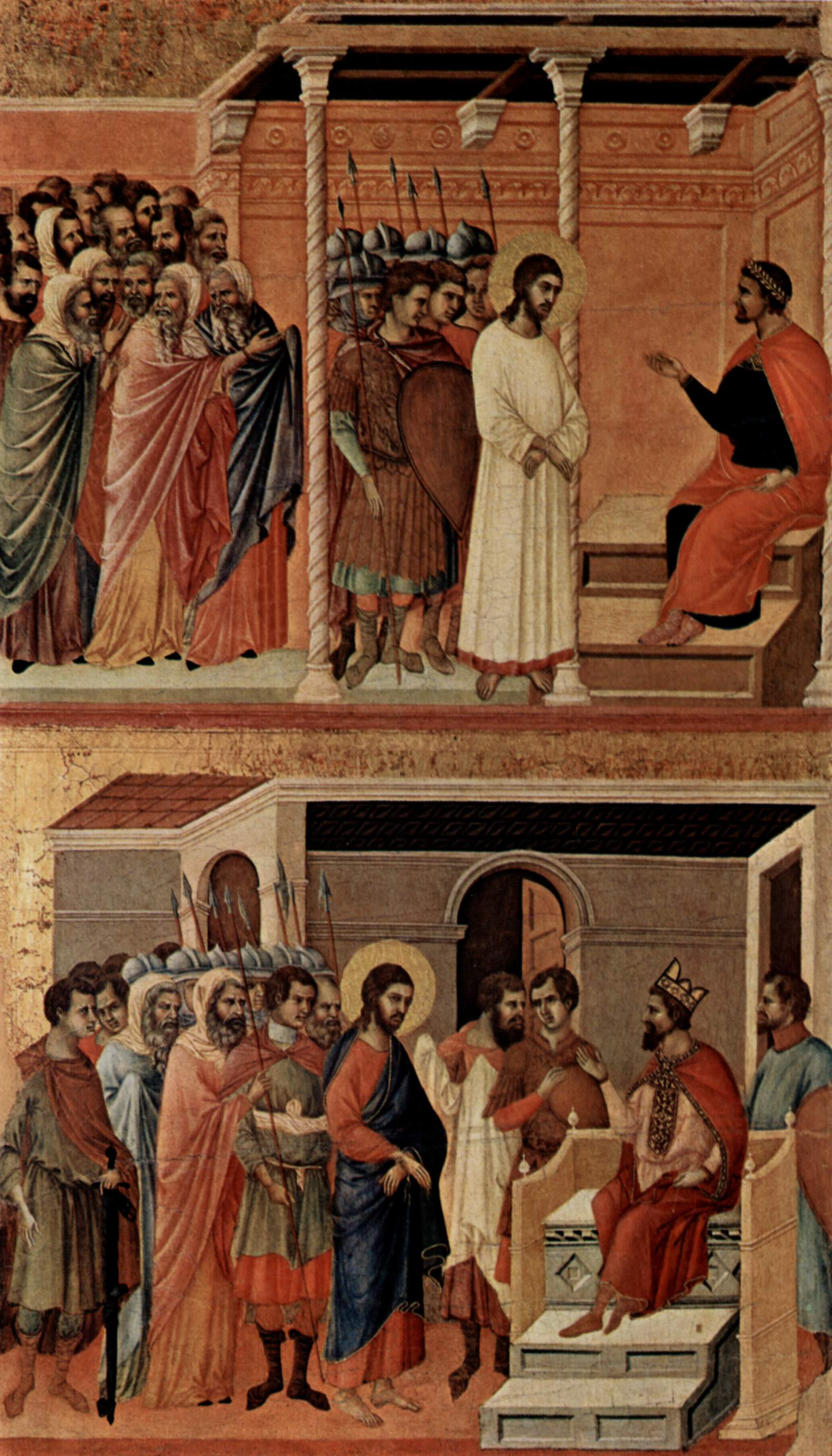
15-14. Cristo torna da Ponzio Pilato e Cristo davanti a Erode
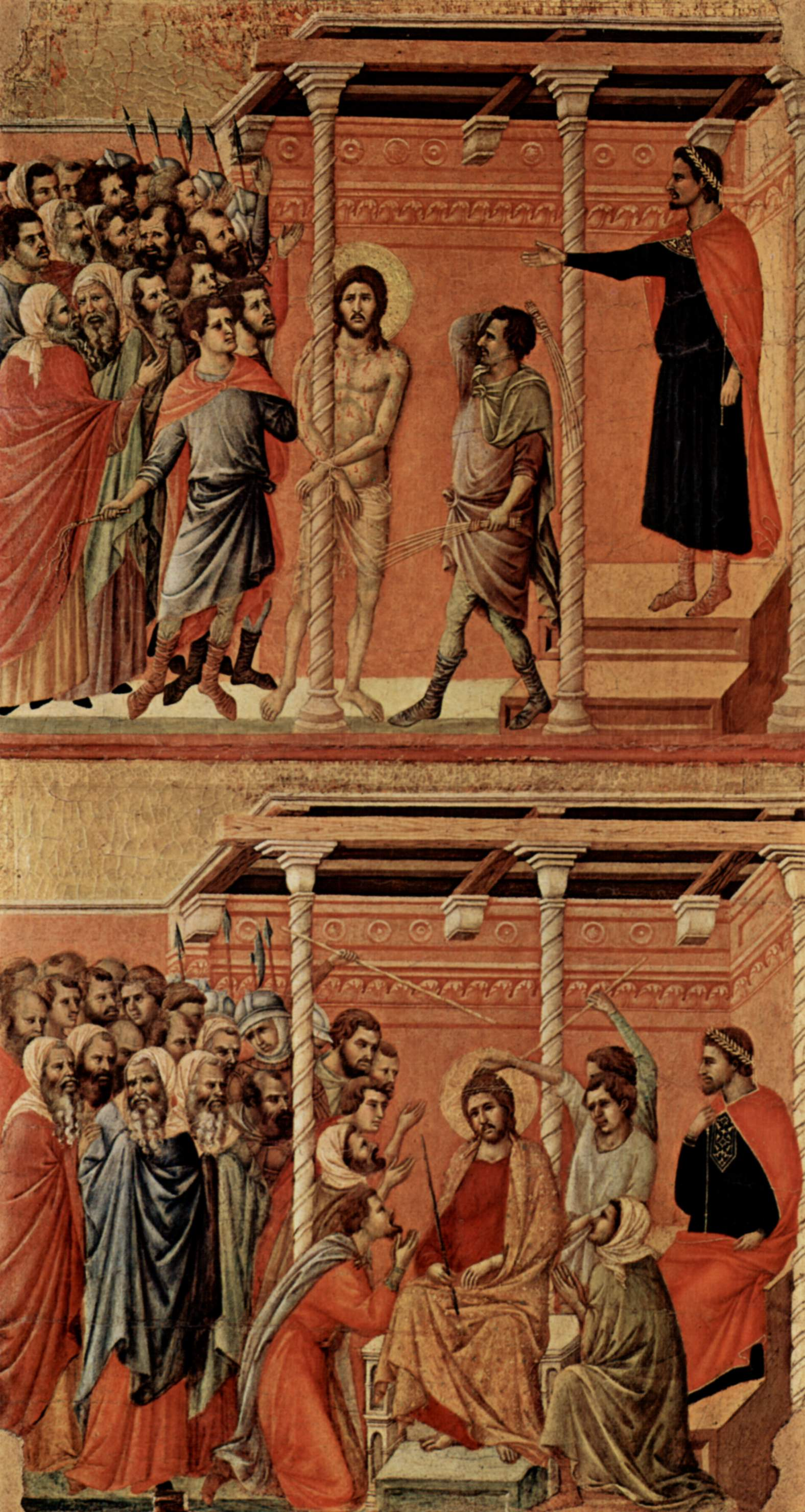
17-16. Flagellazione e Incoronazione di spine
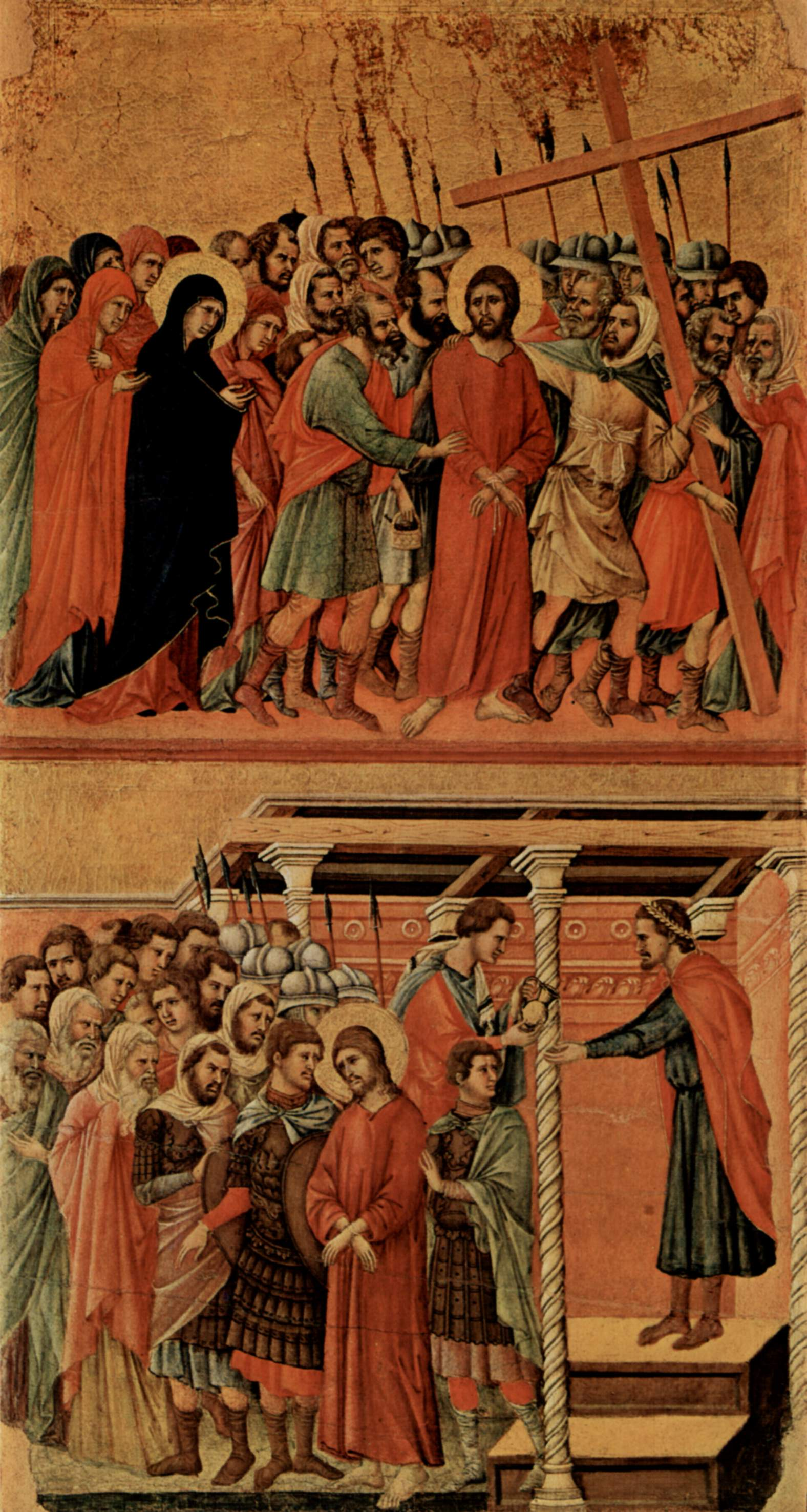
19-18. Pilato si lava le mani e Via crucis
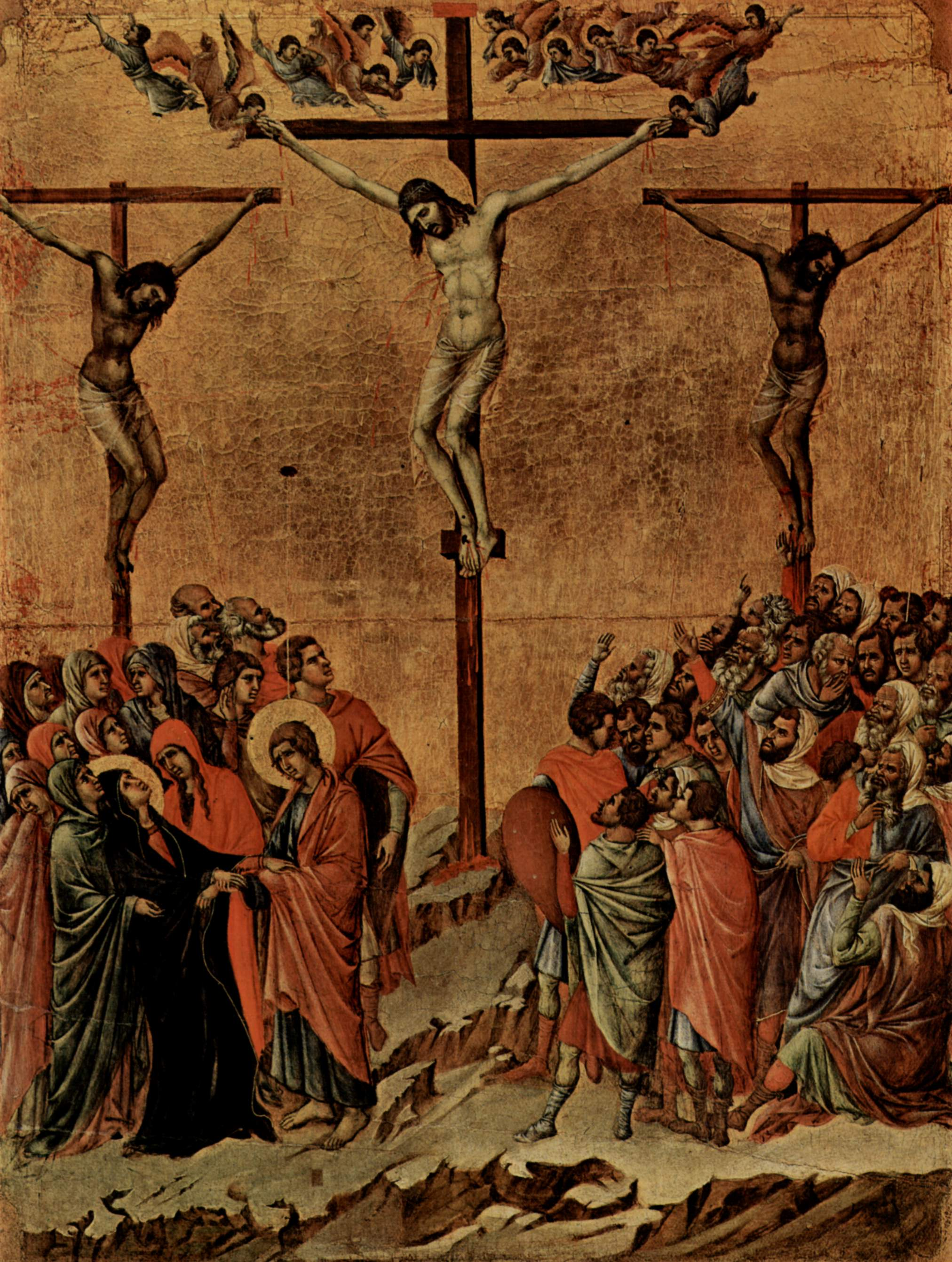
20. Crocefissione
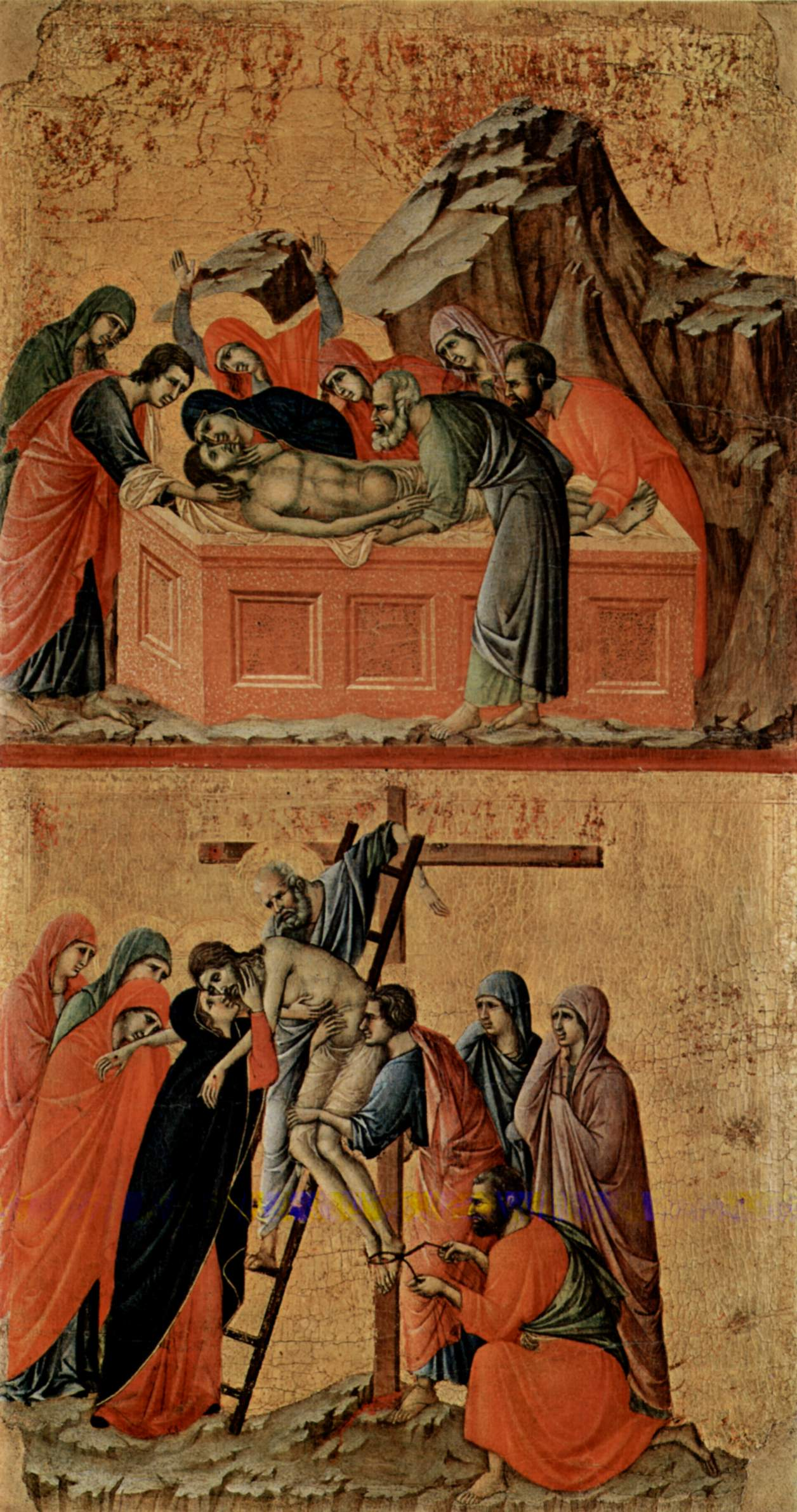
22-21. Deposizione dalla croce e Sepoltura di Cristo
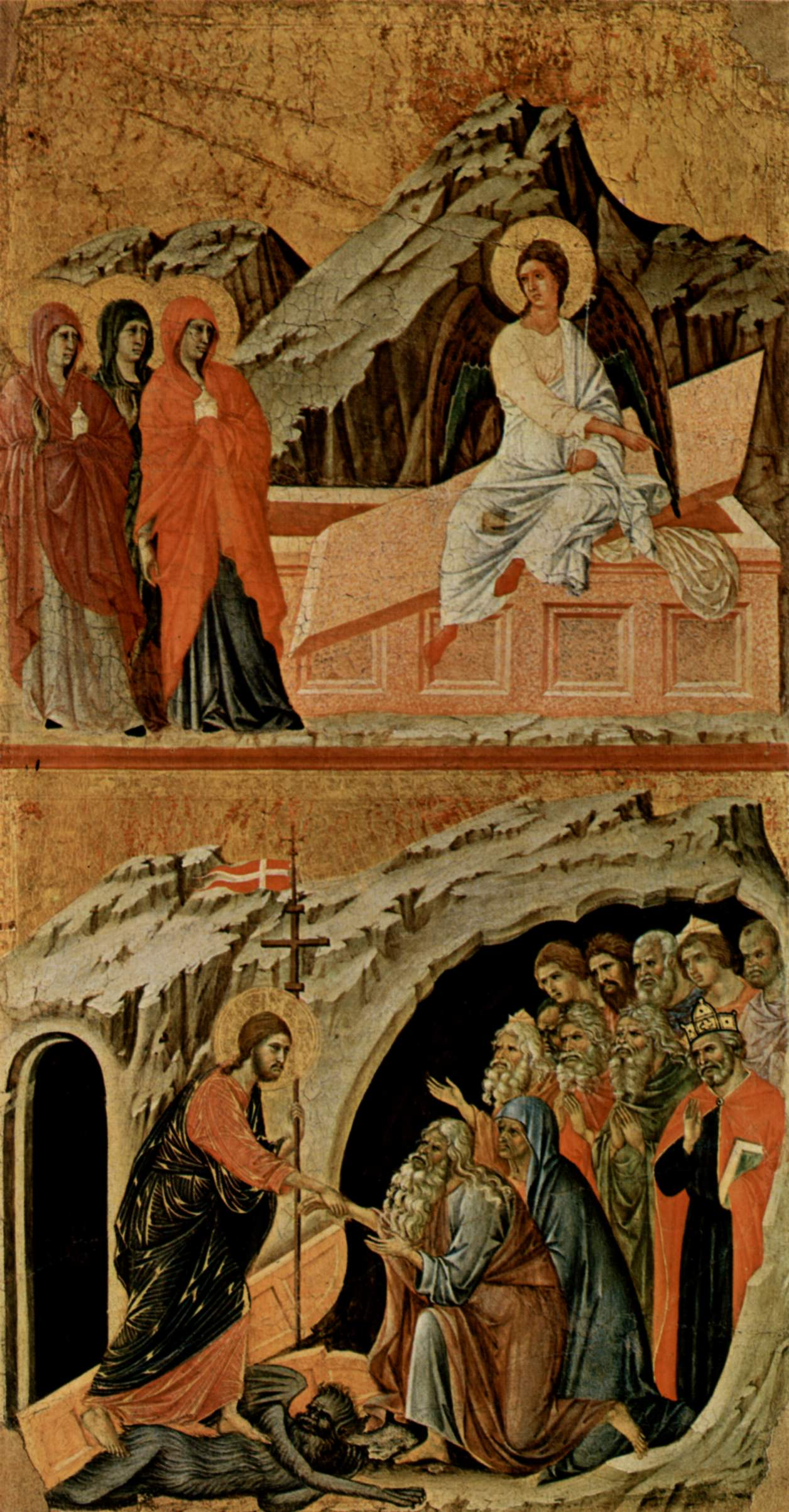
23-26. Le tre Marie al sepolcro e Viaggio di Cristo nel Regno dei morti
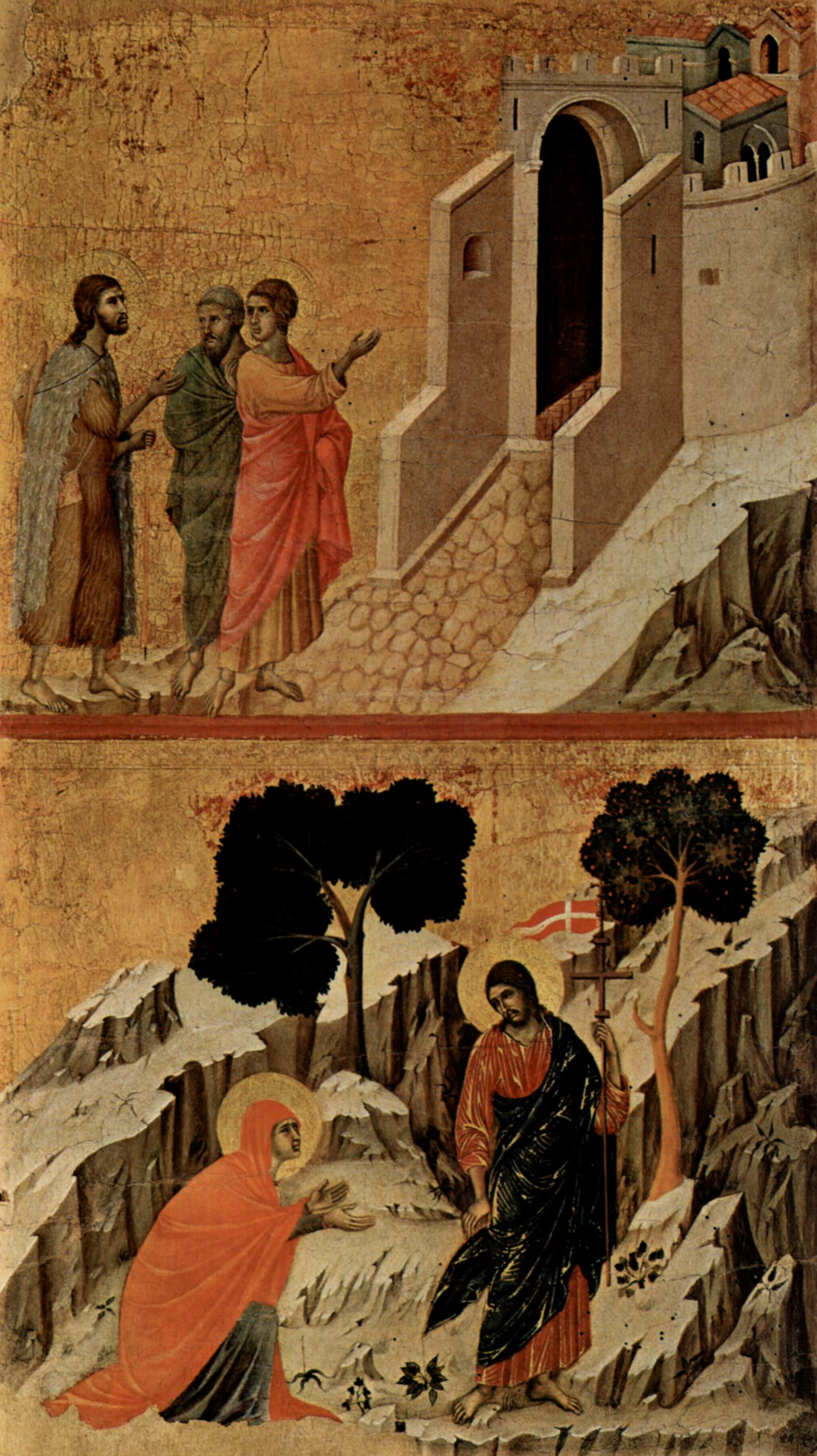
24-25. Cristo appare sulla via per Emmaus e Noli me tangere

#### Il coronamento
Nel coronamento le Storie cristologiche si concludevano con episodi post mortem (tutti conservati a Siena; manca la tavoletta centrale, forse con una Ascensione):
- Apparizione a porte chiuse;
- Incredulità di Tommaso;
- Apparizione sul lago di Tiberiade;
- Apparizione sul monte di Galilea;
- Apparizione alla cena degli apostoli;
- Pentecoste.

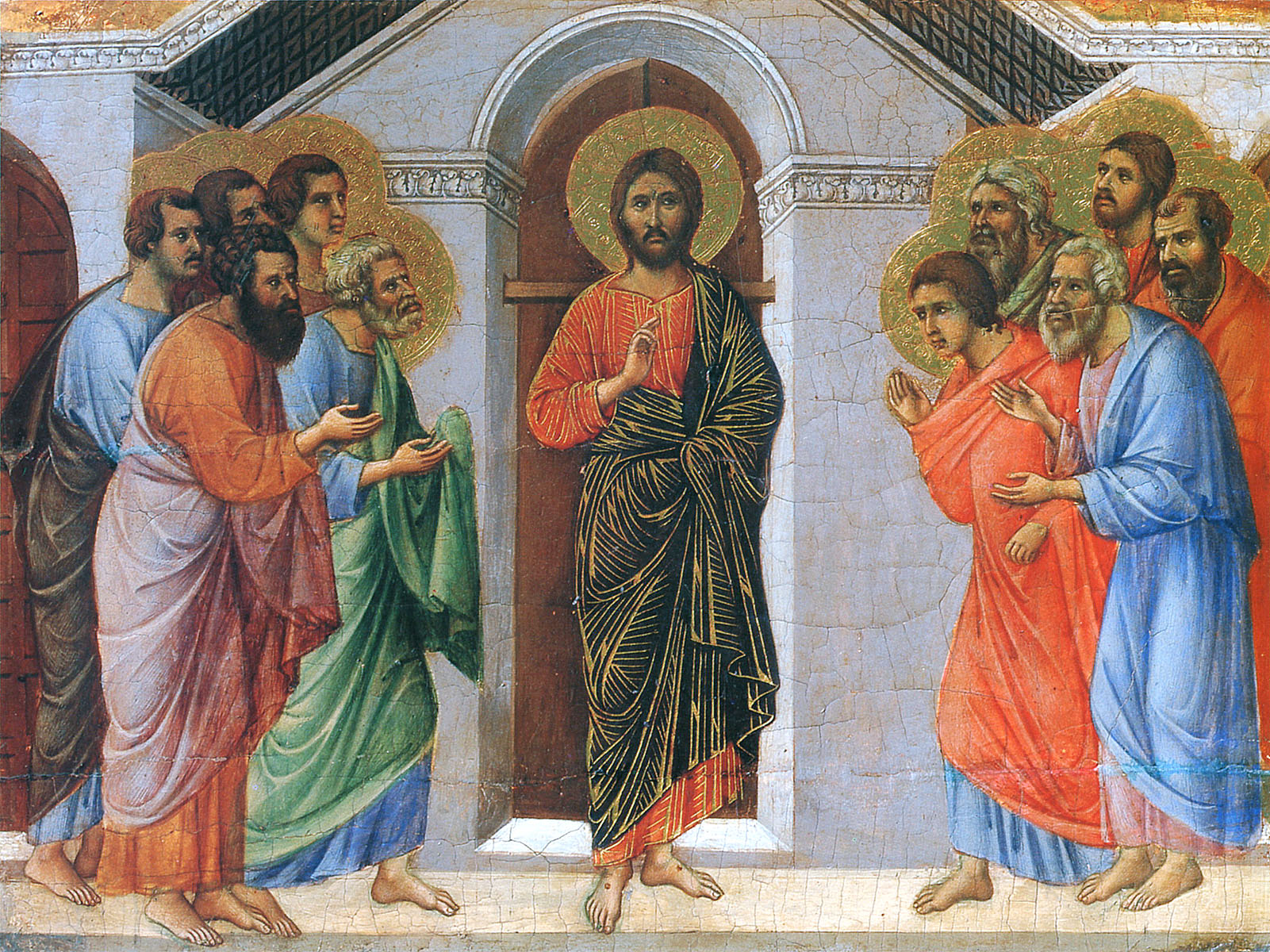
Apparizione a porte chiuse
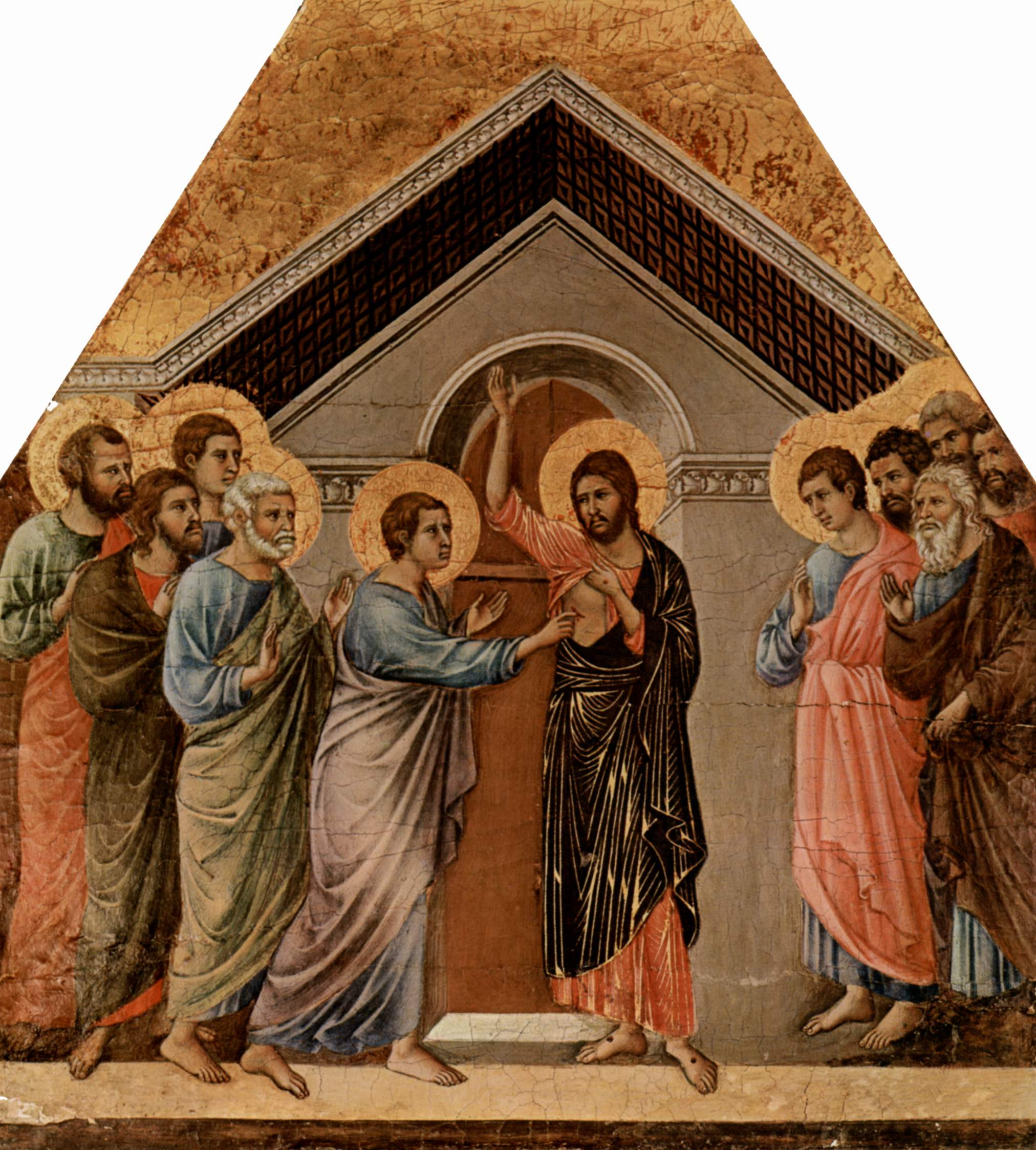
Incredulità di Tommaso
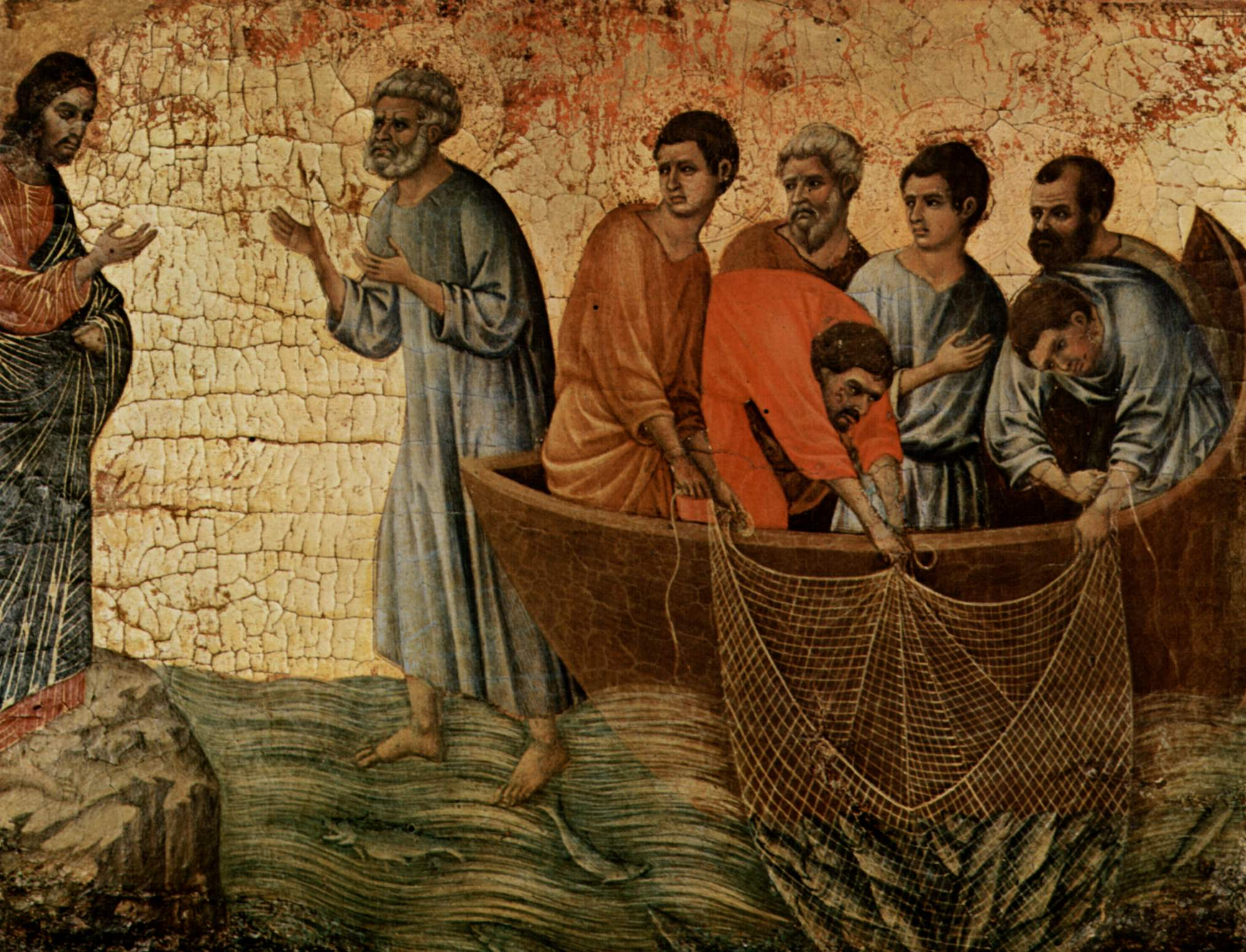
Apparizione sul lago di Tiberiade
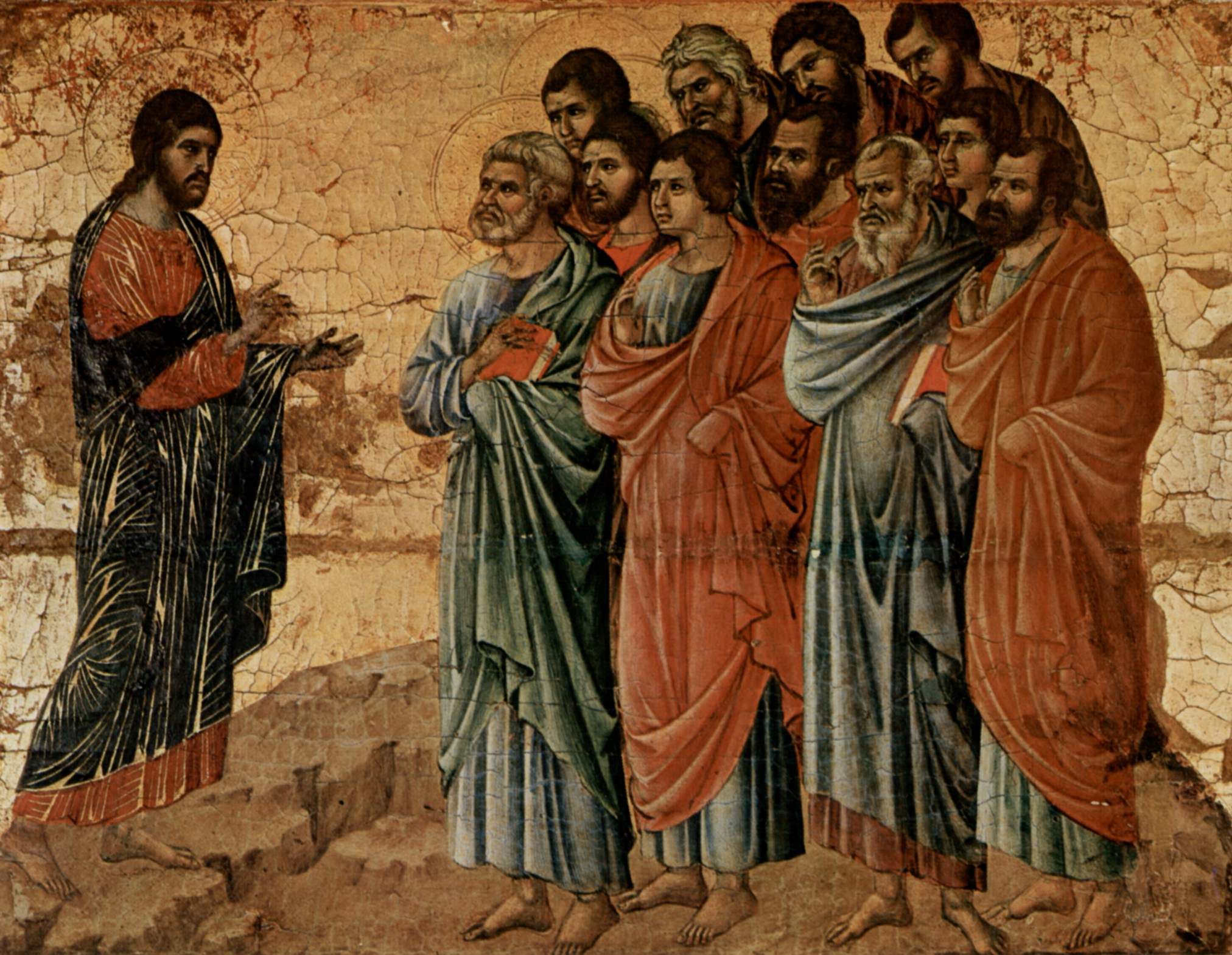
Apparizione sul monte di Galilea
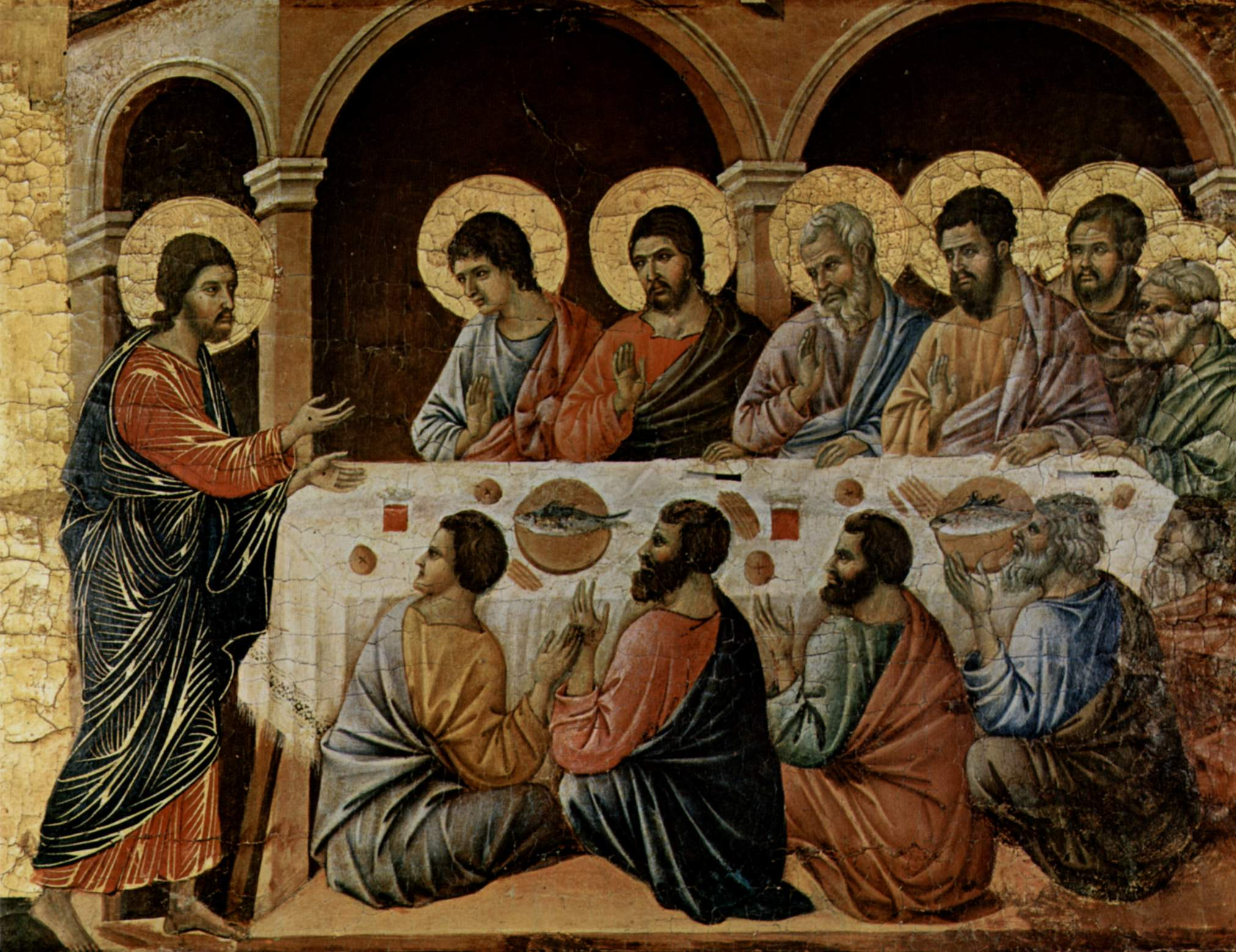
Apparizione alla cena degli apostoli
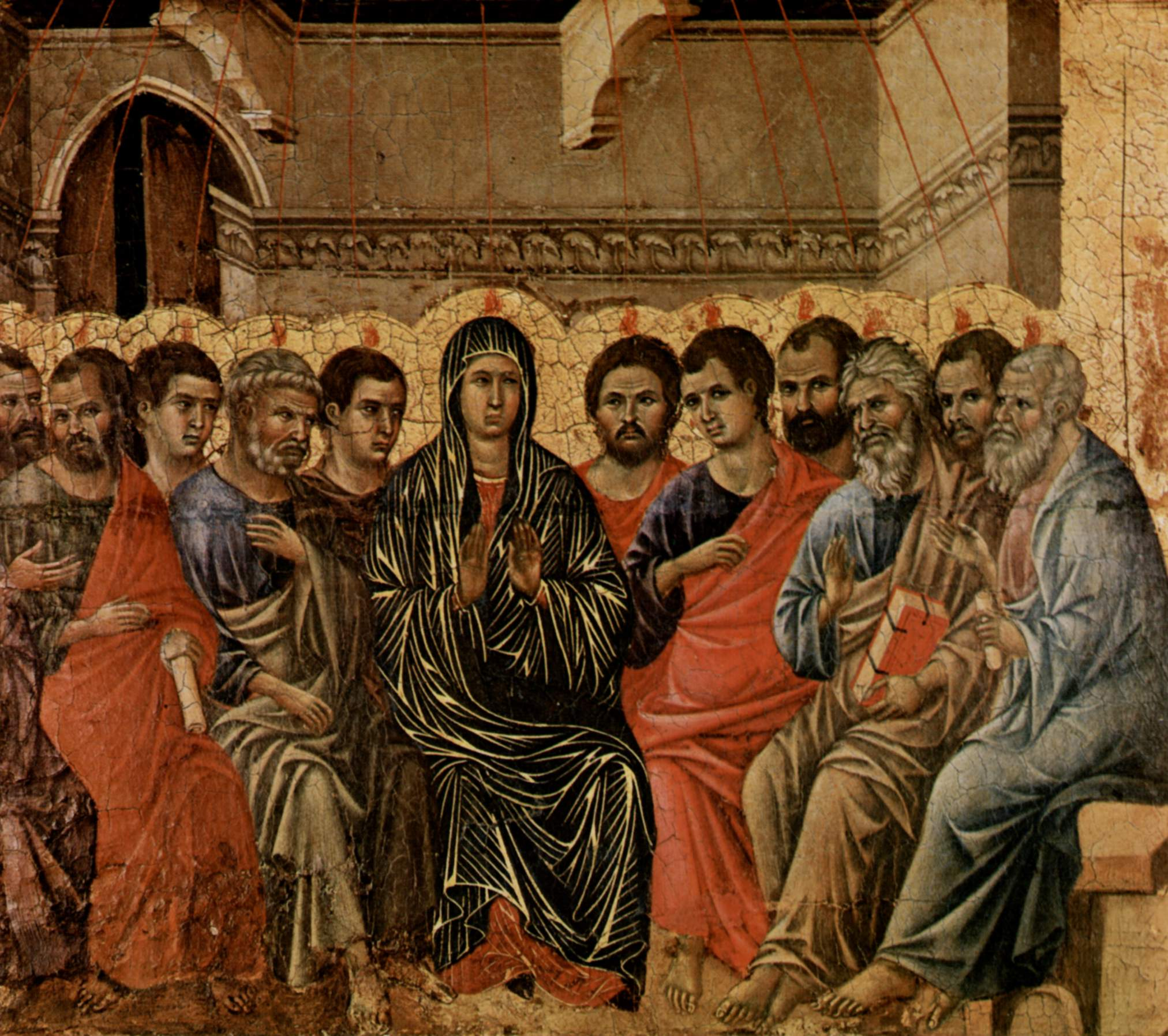
Pentecoste

### Altri pannelli

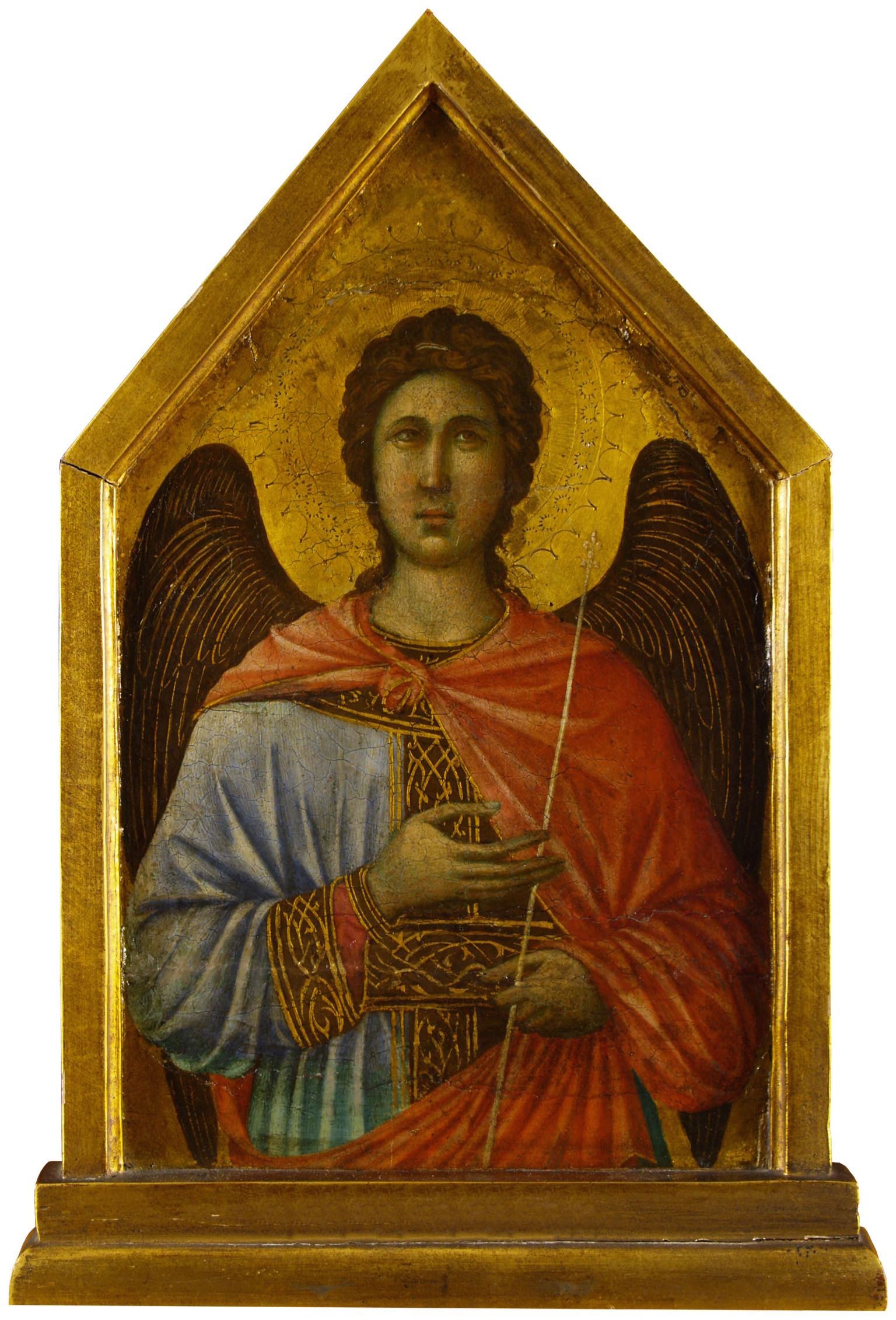
Angelo nel Museo di 's Heerenbergh

La Maestà era decorata, oltre che da guglie, pinnacoli e altri elementi di carpenteria, anche da altri pannelli dipinti cuspidati, con busti di angeli; alcuni di questi sono stati riconosciuti in collezioni e musei stranieri:
- Angelo, South Hadley, Massachusetts, Mount Holyoke College Art Museum;
- Angelo, Philadelphia, Philadelphia Museum of Art
- Angelo, 's-Heerenberg, Paesi Bassi, Stichting Huis Bergh
- Angelo, già nella collezione Stoclet